# Lijst van kerkgebouwen in België
Dit is een onvolledige lijst van Belgische kerkgebouwen, gerangschikt naar provincie/gewest:

## Antwerpen

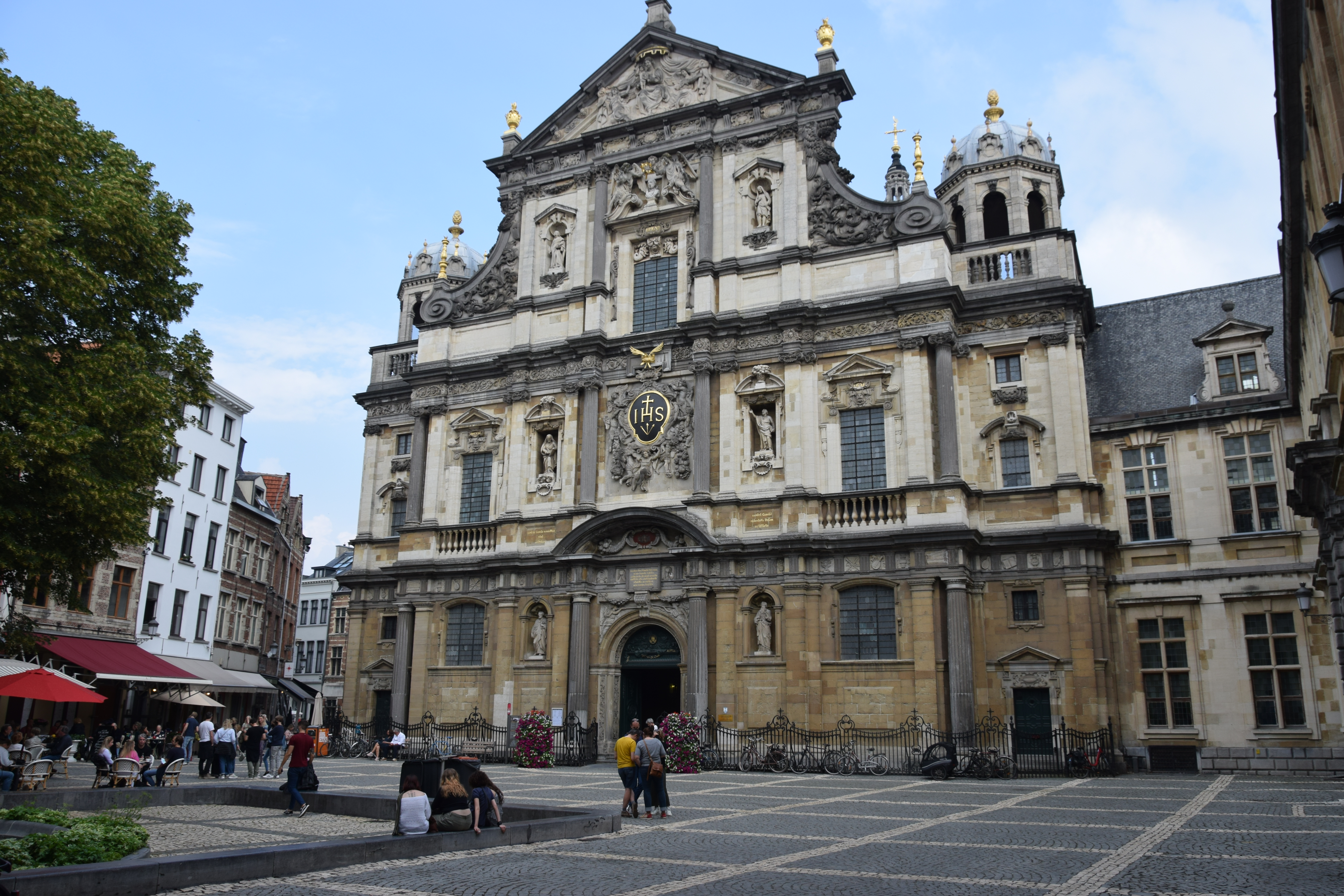
Sint-Carolus Borromeuskerk in Antwerpen

- Antwerpen: Allerheiligste Sacrament (Kapel van het –)
- Antwerpen: Boodschap van de Moeder Godskerk
- Antwerpen: Brabantsche Olijfberg
- Antwerpen: Christus Koningkerk
- Antwerpen: Franciscanessenklooster (Kapel van het –)
- Antwerpen: Geboorte Moeder Godskapel
- Antwerpen: Miniemenklooster (Kapel van het –)
- Antwerpen: Onze-Lieve-Vrouwebroederskerk
- Antwerpen: Onze-Lieve-Vrouwecollege (Onze-Lieve-Vrouw van Gratie)
- Antwerpen: Onze-Lieve-Vrouwekathedraal
- Antwerpen: Predikherenklooster (Kerk van het –)
- Antwerpen: Sint-Amanduskerk
- Antwerpen: Sint-Andrieskerk
- Antwerpen: Sint-Antonius van Paduakerk
- Antwerpen: Sint-Augustinuskerk
- Antwerpen: Sint-Bonifaciuskerk
- Antwerpen: Sint-Carolus Borromeuskerk
- Antwerpen: Sint-Elisabeth (Ontwijd)
- Antwerpen: Sint-Jacobskerk
- Antwerpen: Sint-Joriskerk
- Antwerpen: Sint-Jozefskerk (Christus' Geboorte)
- Antwerpen: Sint-Michiel en Sint-Petruskerk
- Antwerpen: Sint-Norbertuskerk
- Antwerpen: Sint-Pauluskerk
- Antwerpen: Sint-Walburgiskerk
- Antwerpen: Sint-Willibrorduskerk
- Arendonk: Onze-Lieve-Vrouw en Sint-Jobkerk
- Arendonk (Voorheide): Sint-Jozefskerk
- Baarle: Sint-Remigiuskerk
- Balen: Sint-Andrieskerk
- Balen: (Schoor): Sint-Thomas van Kantelbergkapel
- Berchem: Basiliek van het Heilig Hart
- Berchem: Sint-Hubertuskerk
- Berchem: Sint-Willibrorduskerk
- Borgerhout: Heilige Familie en Sint-Cornelius
- Borgerhout: Onze-Lieve-Vrouw-ter-Sneeuw
- Bornem: Parochiekerk Onze-Lieve-Vrouw en Sint-Leodegarius
- Broechem: Onze-Lieve-Vrouwekerk
- Deurne: Heilig Hartkerk
- Deurne: Heilige-Familiekerk
- Deurne: Pius X-kerk
- Deurne: Sint-Bernadettekerk
- Deurne: Sint-Fredeganduskerk
- Deurne: Sint-Jozefskerk
- Deurne: Sint-Pauluskerk
- Deurne: Sint-Rochuskerk
- Deurne: Sint-Rumolduskerk
- Duffel: Onze-Lieve-Vrouw van Goede Wilkerk
- Duffel: Sint-Martinuskerk
- Edegem: Onze-Lieve-Vrouw-van-Lourdesbasiliek
- Ekeren: Sint-Lambertuskerk
- Ekeren: Sint-Vincentius a Paulokerk
- Emblem (Ranst): Sint-Gummaruskerk
- Geel: Sint-Amandskerk
- Geel: Sint-Gerebernuskerk
- Geel: Sint-Dimpnakerk
- Herentals: Sint-Waldetrudiskerk
- Hoogstraten: Sint-Katharinakerk
- Houtvenne: Sint-Adrianuskerk
- Hulsel: Rovertkapel
- Kalmthout (Nieuwmoer): Onze-Lieve-Vrouw Hemelvaartkerk
- Kalmthout: Heilig Hartkerk
- Kalmthout: Onze-Lieve-Vrouwekerk
- Kasterlee: Sint-Willibrorduskerk
- Kessel: Sint-Lambertuskerk
- Kontich: Sint-Martinuskerk
- Leest (Mechelen): Sint-Niklaaskerk
- Lier: Heilige Familiekerk
- Lier: Heilig Hartkerk
- Lier: Heilig Kruiskerk
- Lier: Jezuïetenkerk
- Lier: Kluizekerk
- Lier: Onze Lieve Vrouw Onbevlekt
- Lier: Sint-Gummaruskerk
- Lier: Sint-Jacobskapel
- Lier: Sint-Margaritakerk
- Lier: Sint-Pieterskapel
- Lint: Onze-Lieve-Vrouw-Geboortekerk
- Loenhout: Sint-Petrus-en-Pauluskerk
- Mechelen: Begijnhofkerk
- Mechelen: Onze-Lieve-Vrouw-over-de-Dijlekerk
- Mechelen: Onze-Lieve-Vrouw van Hanswijk
- Mechelen: Onze-Lieve-Vrouw van Leliëndaal
- Mechelen: Sint-Janskerk
- Mechelen: Sint-Jozef-Colomakerk
- Mechelen: Sint-Katelijnekerk
- Mechelen: Sint-Pieters-en-Pauluskerk
- Mechelen: Sint-Romboutskathedraal
- Merksplas: Sint-Willibrorduskerk
- Mol: Sint-Pieter en Pauwelkerk
- Mol (Millegem): Sint-Odradakerk
- Morkhoven (Herentals): Sint-Niklaaskerk
- Mortsel: Sint-Benedictuskerk
- Olen: Sint-Jozefskerk
- Olen: Sint-Martinuskerk
- Olmen: Sint-Willibrorduskerk
- Olmen: Boskapel
- Reet: Maria Magdalenakerk
- Retie: Sint-Martinuskerk
- Retie (Schoonbroek): Sint-Jobkerk
- Rijmenam: Sint-Martinuskerk
- Rumst: Sint-Pieterskerk
- Schilde: Sint-Guibertuskerk
- Schilde-Bergen: Witte Kerk (Onze-Lieve-Vrouw-ten-Hemelopnemingskerk)
- Schoten: Sint-Cordulakerk
- Schriek: Sint-Jan Baptistkerk
- 's-Gravenwezel: Sint-Catharinakerk
- Sint-Lenaarts: Sint-Leonarduskerk
- Terhagen: Sint-Jozefskerk
- Turnhout: Heilig Hartkerk
- Turnhout: Sint-Pieterskerk
- Turnhout: Heilig Kruiskerk (Begijnhofkerk)
- Turnhout: Onze-Lieve-Vrouw Middelareskerk
- Turnhout: Sint-Antoniuskerk
- Turnhout: Onze-Lieve-Vrouw-van-de-berg-Karmelkerk
- Turnhout: Sint-Franciscus van Assisikerk
- Turnhout: Goddelijk Kind Jezuskerk
- Turnhout: Pinksterkerk
- Turnhout: Blijde Boodschapkerk
- Turnhout: Kapel van de Verrezen Christus[1]
- Vorst: Sint-Gertrudiskerk
- Waarloos: Sint-Michielskerk
- Willebroek: Sint-Niklaaskerk
- Wilrijk: Pius X-kerk
- Wilrijk: Sint-Bavokerk
- Wuustwezel: Onze-Lieve-Vrouw-Hemelvaartkerk
- Wuustwezel (Gooreind): Sint-Jozefkerk

## Brussels Hoofdstedelijk Gewest
- Anderlecht: Heilige Geestkerk

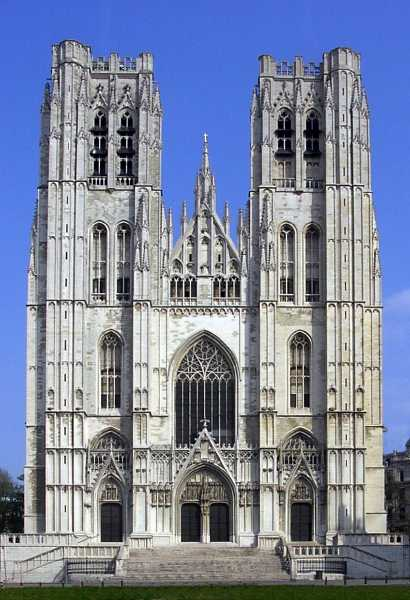
Kathedraal van Sint-Michiel en Sint-Goedele in Brussel

- Anderlecht: Onze-Lieve-Vrouw-Hemelvaartkerk
- Anderlecht: Onze-Lieve-Vrouw van het Heilig Hartkerk
- Anderlecht: Sint-Bernadettekerk
- Anderlecht: Sint-Franciscuskerk
- Anderlecht: Sint-Jozefkerk
- Anderlecht: Sint-Lucaskerk
- Anderlecht: Sint-Pieter-en-Sint-Guidokerk
- Anderlecht (Kuregem): Onze-Lieve-Vrouw-Onbevlekt-Ontvangenkerk
- Anderlecht (Neerpede): Sint-Gerardus Majellakerk
- Anderlecht (Scheut): Sint-Vincentius a Paulokerk
- Anderlecht (Vogelenzang): Onze-Lieve-Vrouw van Vreugdekerk
- Brussel: Augustijnenkerk
- Brussel: Graanmarktkerk
- Brussel: Heilige Drievuldigheidskathedraal
- Brussel: Heilig Hartkerk
- Brussel: Jezuïetenkerk
- Brussel: Kapellekerk
- Brussel: Kathedraal van Sint-Michiel en Sint-Goedele
- Brussel: Onze-Lieve-Vrouw Van Finisterraekerk
- Brussel: Koninklijke kapel
- Brussel: Maria Magdalenakerk
- Brussel: Onze-Lieve-Vrouw-Onbevlekt-Ontvangenkerk
- Brussel: Onze-Lieve-Vrouw-ter-Rijke-Klarenkerk
- Brussel: Onze-Lieve-Vrouw-ter-Zavelkerk
- Brussel: Onze-Lieve-Vrouw van Goede Bijstandkerk
- Brussel: Saint Andrews Church
- Brussel: Sint-Annakapel
- Brussel: Sint-Antonius van Paduakerk
- Brussel: Sint-Dominicuskerk
- Brussel: Sint-Jacob-op-Koudenberg
- Brussel: Sint-Jan Baptist ten Begijnhofkerk
- Brussel: Sint-Jans en Sint-Stevenskerk der Miniemen
- Brussel: Sint-Jozefkerk
- Brussel: Sint-Katelijnekerk
- Brussel: Sint-Niklaaskerk
- Brussel: Sint-Rochuskerk
- Brussel: Verrijzeniskapel
- Elsene: Abdij Ter Kameren
- Elsene: Drievuldigheidskerk
- Elsene: Heilige-Drievuldigheidskathedraal
- Elsene: Heilig Kruiskerk
- Elsene: Heilig Sacramentskerk
- Elsene: Karmelietenkerk
- Elsene: Kathedrale kerk van Sint-Nicolaas de Wonderdoener
- Elsene: Onze-Lieve-Vrouw-Boodschapskerk
- Elsene: Onze-Lieve-Vrouw Ter Kamerenkerk
- Elsene: Sint-Bonifatiuskerk
- Elsene (Boondaal): Kapel van Boondaal
- Elsene (Boondaal): Sint-Adrianuskerk
- Etterbeek: Sint-Antonius van Paduakerk
- Etterbeek: Sint-Gertrudiskerk
- Etterbeek: Sint-Jan-Berchmanskerk
- Evere: Onze-Lieve-Vrouw-Onbevlekt-Ontvangenkerk
- Evere: Sint-Jozefskerk
- Evere: Sint-Vincentiuskerk
- Ganshoren: Sint-Ceciliakerk
- Ganshoren: Sint-Martinuskerk
- Haren: Sint-Elisabethkerk
- Jette: Onze-Lieve-Vrouw van Lourdeskerk
- Jette: Sint-Clarakerk
- Jette: Sint-Magdalenakerk
- Jette: Sint-Pieterskerk
- Jette (Dielegem): Sint-Jozefskerk
- Koekelberg: Nationale Basiliek van het Heilig Hart
- Koekelberg: Sint-Annakerk
- Laken: Christus Koningkerk
- Laken: Goddelijk Kind Jezuskerk
- Laken: Heilige Engelenkerk
- Laken: Onze-Lieve-Vrouwekerk
- Laken: Sint-Lambertuskerk
- Neder-Heembeek: Oude Sint-Pieter-en-Pauluskerk
- Neder-Over-Heembeek: Nieuwe Sint-Pieter-en-Pauluskerk
- Oudergem: Sint-Annakerk
- Over-Heembeek: Sint-Niklaaskerk
- Schaarbeek: Bethelkerk
- Schaarbeek: Driekoningenkerk
- Schaarbeek: Heilige-Familiekerk
- Schaarbeek: Kerk van de Goddelijke Zaligmaker
- Schaarbeek: Koninklijke Sint-Mariakerk
- Schaarbeek: Sint-Albertuskerk
- Schaarbeek: Sint-Aleydiskerk
- Schaarbeek: Sint-Elisabethkerk
- Schaarbeek: Sint-Franciscuskerk
- Schaarbeek: Sint-Jan en Niklaaskerk
- Schaarbeek: Sint-Servaaskerk
- Schaarbeek: Sint-Suzannakerk
- Schaarbeek: Sint-Theresiakerk
- Sint-Agatha-Berchem: Nieuwe Sint-Agathakerk
- Sint-Agatha-Berchem: Oude Sint-Agathakerk
- Sint-Gillis: Sint-Alenakerk
- Sint-Gillis: Sint-Gilliskerk
- Sint-Jans-Molenbeek: Onze-Lieve Vrouw Middelareskerk
- Sint-Jans-Molenbeek: Sint-Barbarakerk
- Sint-Jans-Molenbeek: Sint-Carolus Borromeuskerk
- Sint-Jans-Molenbeek: Sint-Jan-de-Doperkerk
- Sint-Jans-Molenbeek: Sint-Remigiuskerk
- Sint-Jans-Molenbeek: Sint-Savakerk
- Sint-Jans-Molenbeek: Verrijzeniskerk
- Sint-Joost-ten-Node: Gesùkerk
- Sint-Joost-ten-Node: Sint-Joostkerk
- Sint-Lambrechts-Woluwe: Kapel van Lenneke Mare
- Sint-Lambrechts-Woluwe: Sint-Hendrikskerk
- Sint-Lambrechts-Woluwe: Sint-Lambertuskerk
- Ukkel: Heilig Hartkerk
- Ukkel: Sint-Jobkerk
- Ukkel: Sint-Pieterskerk
- Ukkel (Stalle): Onze-Lieve-Vrouw-ter-Noodkapel
- Vorst: Barnabietenkerk
- Vorst: Sint-Augustinuskerk
- Vorst: Sint-Denijskerk

## Henegouwen
- Aat: Sint-Julianuskerk
- Bergen: Sint-Waltrudiskerk
- Binche: Sint-Ursmaruskerk

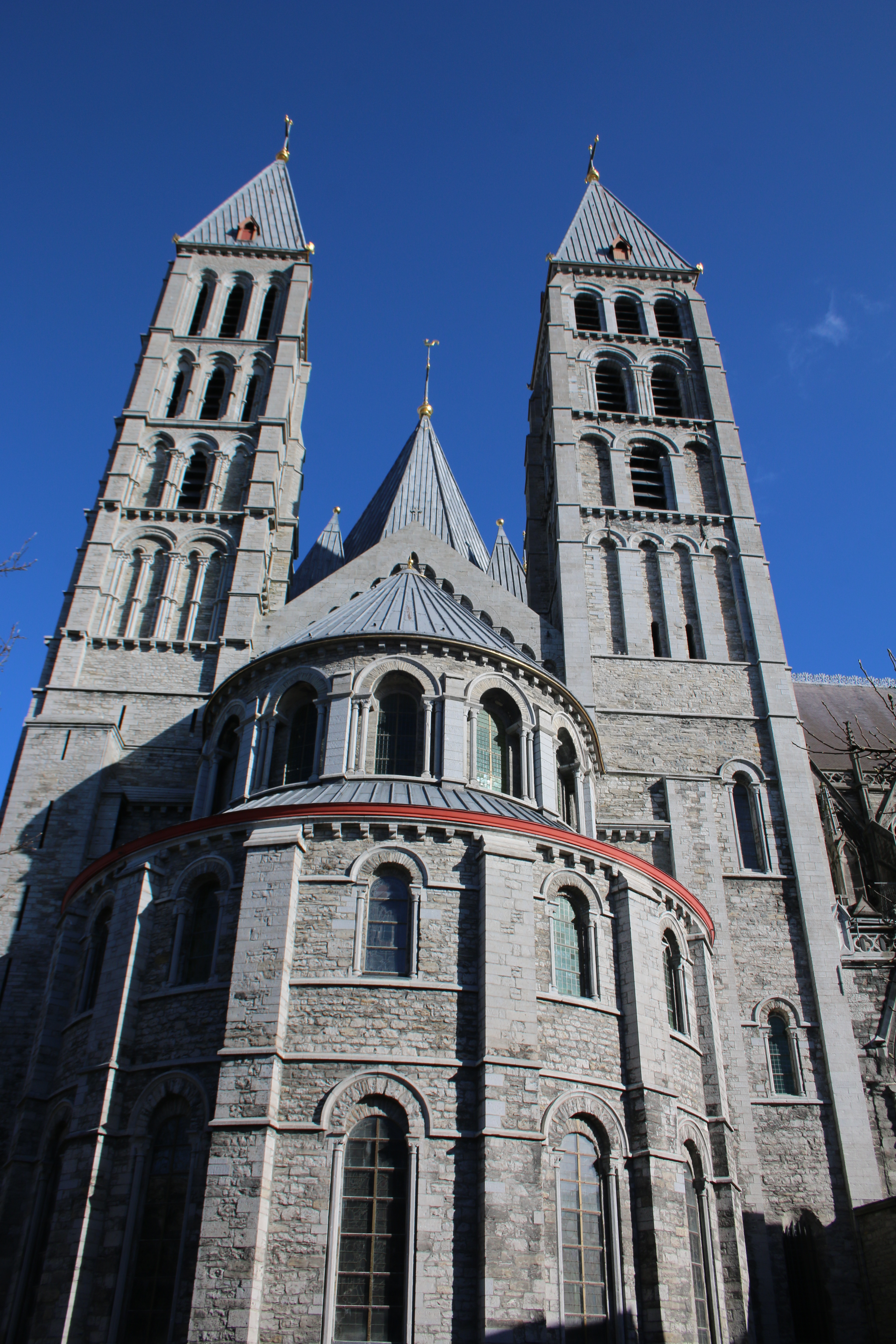
Onze-Lieve-Vrouwekathedraal in Doornik

- Charleroi: Sint-Antonius van Paduakerk
- Charleroi: Sint-Christoffelkerk
- Chièvres (Tongre-Notre-Dame): Onze-Lieve-Vrouwebasiliek
- Doornik: Onze-Lieve-Vrouwekathedraal
- Doornik: Sint-Brixiuskerk
- Doornik: Sint-Piatuskerk
- Doornik: Sint-Kwintenskerk
- Edingen: Sint-Niklaaskerk
- Gilly: Sint-Barbarakerk
- Jumet (Charleroi): Sint-Sulpitiuskerk
- Jumet (Gohyssart) (Charleroi): Onbevlekte Ontvangenis
- Péruwelz (Bon-Secours): Basiliek van Onze-Lieve-Vrouw van Goede Bijstand
- Zinnik: Sint-Vincentiuskerk

## Limburg

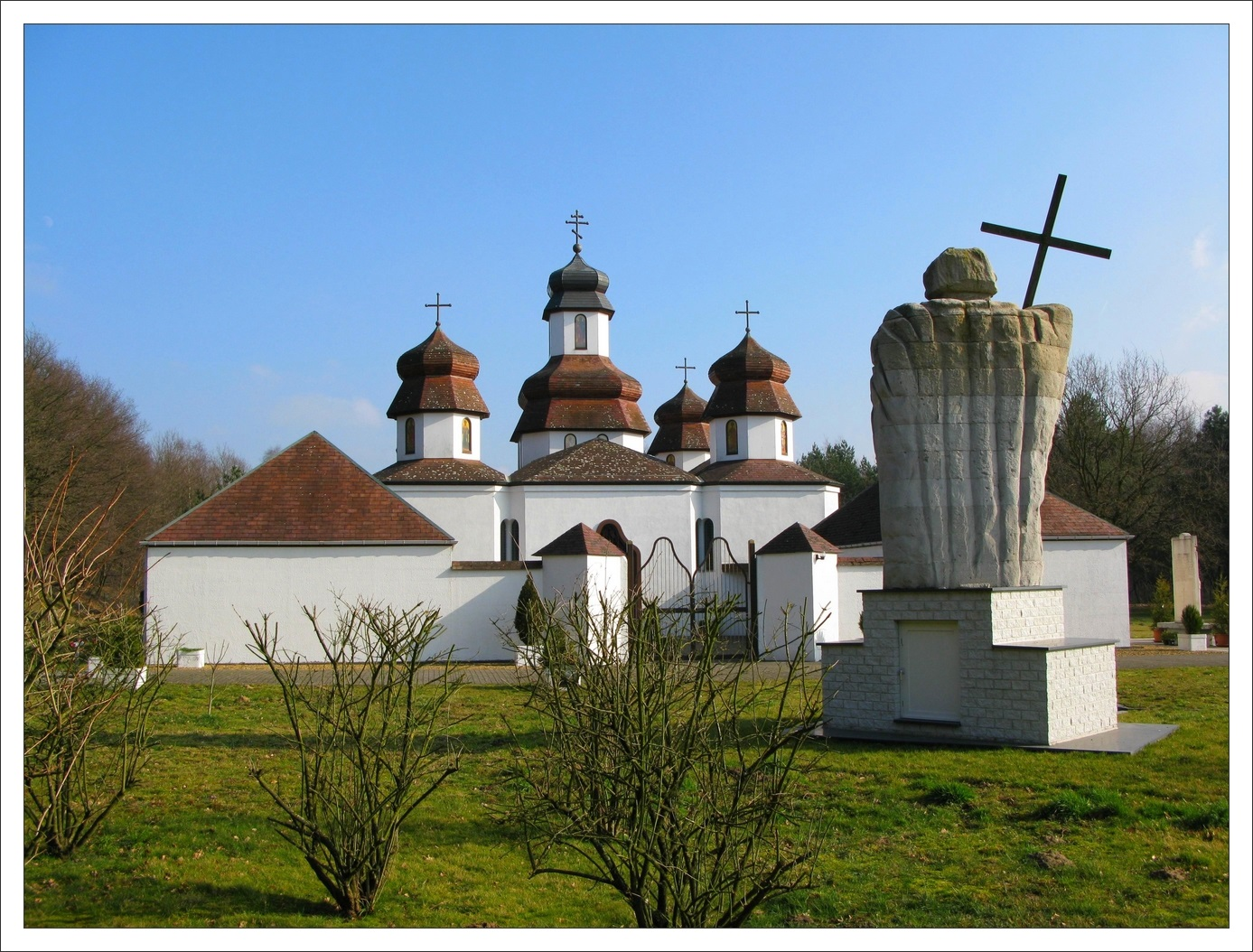
Aartsengel Michaëlkerk in Genk

- Aalst: Onze-Lieve-Vrouw-Onbevlekt-Ontvangenkerk
- Achel: Sint-Monulphus en Gondulphuskerk
- Achel (Rodenrijt): Heilige Kruisvindingskerk
- Alken: Sint-Aldegondiskerk
- Alken (Sint-Joris): Sint-Joriskapel
- Alken (Sint-Joris): Sint-Joriskerk
- Alken (Terkoest): Onze-Lieve-Vrouw Onbevlekt Ontvangenkerk
- Aldeneik (Maaseik): Sint-Annakerk
- Aldeneik (Maaseik): Sint-Harlindis en Relindiskapel
- As: Sint-Aldegondiskerk
- As: Sint-Theresiakerk
- Batsheers (Heers): Sint-Stefanuskerk
- Beek (Bree): Sint-Martinuskerk
- Berbroek: Onze-Lieve-Vrouw-Geboortekerk
- Berg: Sint-Martinuskerk
- Beringen: Sint-Pietersbandenkerk
- Berlingen (Wellen): Sint-Agathakerk
- Beverlo: Sint-Lambertuskerk
- Beverst (Bilzen): Sint-Gertrudiskerk
- Beverst (Holt): Onze-Lieve-Vrouwekapel
- Beverst (Schoonbeek): Onze-Lieve-Vrouw Maagd der Armenkerk
- Bilzen: Sint-Mauritiuskerk
- Bilzen (Martenslinde): Sint-Martinuskerk
- Binderveld: Sint-Jan Baptistkerk
- Bocholt: Sint-Laurentiuskerk
- Boekhout: Sint-Pieterskerk
- Bolderberg: Sint-Jobkerk
- Bommershoven (Borgloon): Sint-Alfonskerk
- Bommershoven (Borgloon) Haren: Sint-Pieterskerk
- Boorsem (Maasmechelen): Sint-Joriskerk
- Boorsem (Kotem) (Maasmechelen): Sint-Philomenakerk
- Borgloon: Hospitaal- en begijnhofkapel
- Borgloon: Kapel Schaberg
- Borgloon: Kapel van Onze-Lieve-Heer van de Kouden Steen en Onze-Lieve-Vrouw van Zeven Weeën
- Borgloon: Sint-Odulfuskerk
- Borlo: Sint-Petruskerk
- Bree: Sint-Michielskerk
- Broekom (Borgloon): Sint-Lambertuskerk
- Brustem: Sint-Laurentiuskerk
- Buvingen (Gingelom): Sint-Trudokerk
- Diepenbeek: Sint-Servatiuskerk
- Diepenbeek (Lutselus): Regina Paciskerk
- Diepenbeek (Rooierheide): Heilig Hartkerk
- Diets-Heur (Tongeren): Sint-Cunibertuskerk
- Dilsen: Oude Toren (Sint-Martinuskerk)
- Dilsen (Dilsen-Stokkem): Sint-Martinuskerk
- Donk: Onze-Lieve-Vrouw-Geboortekerk
- Eigenbilzen: Sint-Ursulakerk
- Eisden (Maasmechelen): Sint-Barbarakerk
- Eisden (Maasmechelen): Sint-Willibrorduskerk
- Eksel: Sint-Trudokerk
- Eksel (Locht): Sint-Bernarduskapel
- Elen: Sint-Pieterskerk
- Elen (Dilsen-Stokkem): Onze-Lieve-Vrouw van Rust (Kapel van –)
- Ellikom (Meeuwen-Gruitrode): Sint-Harlindis en Relindiskerk
- Engelmanshoven: Sint-Jan Baptistkerk
- Engsbergen (Tessenderlo): Sint-Luciakerk
- Erpekom (Grote-Brogel) (Peer): Sint-Hubertuskerk
- Gelinden: Sint-Quintinuskerk
- Gellik: Sint-Laurentiuskerk
- Genk: Aartsengel Michaëlkerk
- Genk: Sint-Martinuskerk
- Genk: Sint-Jozef Werkmankerk
- Genk (Sledderlo): Sint-Jozefskerk
- Genk (Termien): Onze-Lieve-Vrouw van de Rozenkranskerk
- Genk (Zwartberg): Sint-Albertuskerk
- Genoelselderen: Sint-Apolloniakapel
- Genoelselderen: Sint-Martinuskerk
- Gors-Opleeuw (Borgloon): Sint-Martinuskerk
- Gotem (Borgloon): Sint-Dionysius en Sint-Niklaaskerk
- Gerdingen: Onze-Lieve-Vrouwekerk
- Gingelom: Sint-Petruskerk
- Gorsem: Onze-Lieve-Vrouw-Tenhemelopnemingskerk
- Groot-Gelmen: Sint-Martinuskerk
- Groot-Loon: Sint-Servatiuskerk
- Grote-Brogel: Sint-Trudokerk
- Grote-Spouwen (Bilzen): Sint-Lambertuskerk
- Gruitrode (Meeuwen-Gruitrode): Sint-Gertrudiskerk
- Guigoven (Wintershoven) Mersenhoven: Mersenhovenkapel
- Gutschoven (Heers): Drie-Morenkerk
- Halen: Sint-Pietersbandenkerk
- Halen (Zelk): Sint-Pancratiuskerk
- Halmaal: Sint-Petrus en Pauluskerk
- Hamont: Sint-Laurentiuskerk
- Hamont ('t Lo): Salvator Mundikerk
- Hasselt: Onze-Lieve-Vrouw van Banneuxkerk
- Hasselt: Sint-Martinuskerk
- Hasselt: Sint-Quintinuskathedraal
- Hasselt: Sint-Rochuskerk
- Hasselt: Virga Jessebasiliek
- Hasselt: Voddenkapelletje
- Hasselt (Godsheide): Onze-Lieve-Vrouw Bezoekingkerk
- Hasselt (Heilig-Hartwijk): Heilig Hartkerk
- Hasselt (Kiewit): Sint-Lambertuskerk
- Hasselt Rapertingen: Sint-Jozefskerk
- Hasselt (Runkst): Heilig Kruiskerk
- Hasselt (Runkst): Sint-Christoffelkerk
- Hasselt (Runkst): Sint-Hubertuskerk
- Hasselt (Sint-Catharinawijk): Sint-Catharinakerk
- Hechtel: Sint-Lambertuskerk
- Heers: Sint-Martinuskerk
- Hees: Sint-Quintinuskerk
- Heks (Heers): Onze-Lieve-Vrouw-ten-Hemelopnemingskerk
- Helchteren: Sint-Trudokerk
- Helchteren (Sonnis): Sint-Jan Berchmanskerk
- Hendrieken (Borgloon): Sint-Lambertuskerk
- Henis (Tongeren): Sint-Hubertuskerk
- Heppen (Leopoldsburg): Sint-Blasiuskerk
- Heppeneert (Maaseik): Sint-Gertrudiskerk
- Herderen: Sint-Jan-de-Doperkerk
- Herk-de-Stad: Sint-Martinuskerk
- Herk-de-Stad (Schakkebroek): Onze-Lieve-Vrouw Onbevlekt Ontvangenkerk
- Herstappe (Tongeren): Heilig Huisje
- Herstappe: Sint-Jan-de-Doperkerk
- Herten: Sint-Lambertuskerk
- Heusden: Sint-Willibrorduskerk
- Heusden-Zolder (Eversel): Sint-Jacobuskerk
- Hoelbeek (Bilzen) (Munsterbos): Kapel Geheim Leger
- Hoelbeek (Bilzen): Sint-Adrianuskerk
- Hoepertingen: Sint-Vedastuskerk
- Hoepertingen (Helshoven): Kapel van Helshoven
- Hoeselt: Lindekapel
- Hoeselt: Sint-Stephanuskerk
- Hoeselt (Alt-Hoeselt): Sint-Lambertuskerk
- Hoeselt (Vrijhern): Kluis van Vrijhern
- Hoeselt (Vrijhern): Sint-Annakapel
- Horpmaal (Heers): Sint-Lambertuskerk
- Houthalen: Sint-Martinuskerk
- Houthalen (Laak): Onze-Lieve-Vrouw-van-Zeven-Weeënkerk
- Houthalen (Meulenberg): Sint-Lambertuskerk
- Houthalen-Oost: Onze-Lieve-Vrouw-van-Banneuxkerk
- Jesseren (Borgloon): Heilige-Kruisverheffingskerk
- Jeuk: Sint-Joriskerk
- Jeuk (Hasselbroek): Sint-Jobkapel
- Jeuk (Klein Jeuk): Onze-Lieve-Vrouw van Klein-Jeukkapel
- Kanne (Riemst): Sint-Hubertuskerk
- Kaulille: Sint-Monulphus en Gondulphuskerk
- Kerkom (Sint-Truiden): Sint-Martinuskerk
- Kermt: Onze-Lieve-Vrouw-Tenhemelopnemingskerk
- Kerniel (Borgloon): Sint-Pantaleonkerk
- Kessenich (Kinrooi): Sint-Martinuskerk
- Kinrooi: Sint-Martinuskerk
- Klein-Gelmen (Heers): Onze-Lieve-Vrouw-Boodschapskerk
- Kleine-Brogel: Sint-Ursulakerk
- Koersel (Beringen): Sint-Brigidakerk
- Koersel (Beringen-Mijn): Fatih-moskee
- Koersel (Beringen-Mijn): Sint-Theodarduskerk
- Koersel (Stal) (Beringen): Gerardus Majellakerk
- Koninksem (Tongeren): Sint-Servaaskerk
- Korspel (Beverlo) (Beringen): Heilig Hartkerk
- Kortenbos (Sint-Truiden): Onze-Lieve-Vrouw van Kortenbos (Basiliek van Maria Tenhemelopneming)
- Kortessem: Sint-Pieterskerk
- Kortessem (Guigoven): Kerkhofkapel
- Kortessem (Guigoven): Sint-Quintinuskerk
- Kortijs (Gingelom): Maria Magdalenakerk
- Kozen: Sint-Laurentiuskerk
- Kuringen: Sint-Gertrudiskerk
- Kuringen (Heide): Sint-Janskerk
- Kuringen (Tuilt): Sint-Jozefskerk
- Kuttekoven (Borgloon): Sint-Jan-de-Doperkerk
- Kwaadmechelen (Ham): Sint-Lambertuskerk
- Kwaadmechelen (Genebos): Sint-Jan Berchmanskerk
- Kwaadmechelen (Genendijk) (Ham): Onze-Lieve-Vrouw Tenhemelopnemingskerk
- Lanaken: Sint-Ursulakerk
- Lanklaar: Sint-Pauluskerk
- Lauw: Sint-Pieterskerk
- Leopoldsburg: Onze-Lieve-Vrouw-Tenhemelopnemingkerk
- Leut (Maasmechelen): Sint-Pieterskerk
- Leut (Meeswijk) (Maasmechelen): Sint-Laurentiuskerk
- Linkhout: Sint-Trudokerk
- Loksbergen (Halen): Sint-Andreaskerk
- Lommel: Sint-Barbarakerk
- Lommel: Sint-Pietersbandenkerk
- Lommel (Balendijk): Onze-Lieve-Vrouw ter Kempenkerk
- Lommel (Barrier): Sint-Antonius van Paduakerk
- Lommel (Heeserbergen): Sint-Pauluskerk
- Lommel (Heide-Heuvel): Onze-Lieve-Vrouw-van-Lourdeskerk
- Lommel (Kattenbos): Heilig Sacramentskerk
- Lommel (Kerkhoven): Sint-Jan Baptistkerk
- Lommel (Lommel-Kolonie): Sint-Jozefskerk
- Lommel (Lutlommel): Maagd der Armenkerk
- Lozen (Bocholt): Sint-Benedictuskerk
- Lummen: Kluis van de Beukeboom
- Lummen: Onze-Lieve-Vrouw Hemelvaartkerk
- Lummen (Gestel): Sint-Lambertuskerk
- Lummen (Tiewinkel): Sint-Jan Baptistkerk
- Maaseik: Kapucijnenkerk
- Maaseik: Kruisherenkerk
- Maaseik: Minderbroederskerk
- Maaseik: Sint-Catharinakerk
- Maaseik (Sint-Jansberg): Sint-Jansberg (Kapel van –)
- Maaseik (Wurfeld): Sint-Laurentiuskerk
- Mal: Heilige Kruisvindingskerk
- Martenslinde: Sint-Martinuskerk
- Mechelen-aan-de-Maas (Maasmechelen): Sint-Monulphus en Gondulphuskerk
- Mechelen-Bovelingen (Heers): Sint-Annakerk
- Meeuwen: Sint-Martinuskerk
- Meldert (Limburg): Sint-Willibrorduskerk
- Membruggen (Riemst): Sint-Hubertuskerk
- Mettekoven (Heers): Sint-Martinuskerk
- Mielen-boven-Aalst: Sint-Saturninuskerk
- Mijnkathedraal
- Millen: Sint-Stefanuskerk
- Moelingen (Voeren): Onze-Lieve-Vrouw-Ten-Hemel-Opnemingskerk
- Molenbeersel (Kinrooi): Daalkapel
- Molenbeersel (Kinrooi): Onze-Lieve-Vrouw-van-Lourdeskapel
- Molenbeersel (Kinrooi): Sint-Leonarduskerk
- Montenaken (Gingelom): Onze-Lieve-Vrouw van Stepskapel
- Montenaken (Gingelom): Sint-Martinuskerk
- Montenaken (Klein-Vorsen) (Gingelom): Sint-Rumolduskapel
- Mopertingen (Bilzen): Sint-Catharinakerk
- Muizen (Gingelom): Heilig-Kruiskapel
- Munsterbilzen (Bilzen): Sint-Amorkapel
- Munsterbilzen (Bilzen): Onze-Lieve-Vrouw-Tenhemelopnemingskerk
- Munsterbilzen (Eik): Onze-Lieve-Vrouwekapel
- Munsterbilzen (Eik): Sint-Jozefskerk
- Neerharen: Sint-Lambertuskerk
- Neerglabbeek (Meeuwen-Gruitrode): Sint-Hubertuskerk
- Neeroeteren (Maaseik): Sint-Lambertuskerk
- Neerpelt: Sint-Niklaaskerk
- Neerrepen: Sint-Ludgeruskerk
- Nerem: Sint-Servatiuskerk
- Niel-bij-Sint-Truiden (Gingelom): Sint-Sebastiaanskerk
- Nieuwerkerken: Sint-Pieterskerk
- Ordingen: Sint-Harlindis en Relindiskerk
- Oostham: Onze-Lieve-Vrouw-Geboortekerk
- Opglabbeek: Sint-Lambertuskerk
- Opgrimbie (Maasmechelen): Sint-Christoffelkapel
- Opgrimbie (Maasmechelen): Sint-Christoffelkerk
- Opheers (Heers): Sint-Lambertuskerk
- Ophoven (Kinrooi): Sint-Servatiuskerk
- Ophoven (Geistingen) (Kinrooi): Sint-Lambertuskerk
- Opitter (Bree): Onze-Lieve-Vrouw Troosteres der Bedrukten (Kapel van –)
- Opitter: Sint-Trudokerk
- Opoeteren (Dorne) (Maaseik): Sint-Donatuskerk
- Opoeteren (Maaseik): Sint-Dionysiuskerk
- Overijse (Laag-Eizer): Cruysboomkapel
- Overpelt: Sint-Martinuskerk
- Overpelt (Lindelhoeven): Sint-Corneliuskerk
- Overpelt (Overpelt-Fabriek): Sint-Jozefskerk
- Overrepen: Sint-Laurentiuskerk
- Paal: Sint-Jan-de-Doperkerk
- Paal (Tervant): Onze-Lieve-Vrouw-Onbevlekt-Ontvangenkerk
- Peer: Deusterkapel
- Peer: Sint-Trudokerk
- Peer (Linde): Onze-Lieve-Vrouw-Onbevlekt-Ontvangenkerk
- Piringen (Tongeren): Sint-Gertrudiskerk
- Rekem (Oud-Rekem) (Lanaken): Museumkerk Sint Pieter
- Rekem: Paterskerk
- Rekem: Sint-Petronellakapel
- Rekem: Sint-Pieterskerk
- Remersdaal (Voeren): Sint-Heribertuskerk
- Reppel: Sint-Willibrorduskerk
- Riemst: Sint-Martinuskerk
- Rijkel (Borgloon): Sint-Jozefkerk
- Rijkhoven (Alden Biesen) (Bilzen): Onze-Lieve-Vrouw-Geboortekerk van Alden Biesen
- Riksingen (Tongeren): Sint-Gertrudiskerk
- Romershoven: Sint-Jan Baptistkerk
- Rosmeer (Bilzen): Sint-Pieterskerk
- Rotem (Dilsen-Stokkem): Sint-Monulphus en Gondulphuskerk
- Rukkelingen-Loon (Heers): Sint-Quirinuskerk
- Runkelen: Sint-Andreaskerk
- Rutten (Tongeren): Sint-Evermaruskapel
- Rutten: Sint-Martinuskerk
- Schalkhoven (Hoeselt): Sint-Brixiuskerk
- Schulen: Sint-Jan Baptistkerk
- Schulen: Sint-Janstoren
- 's-Gravenvoeren (Voeren): Sint-Lambertuskerk
- 's Herenelderen: Sint-Stefanuskerk
- Sint-Huibrechts-Hern (Hoeselt): Sint-Hubertuskapel
- Sint-Huibrechts-Hern (Hoeselt): Sint-Hubertuskerk
- Sint-Huibrechts-Lille: Sint-Monulphus en Gondulphuskerk
- Sint-Lambrechts-Herk: Sint-Lambertuskerk
- Sint-Martens-Voeren (Voeren): Sint-Martinuskerk
- Sint-Pieters-Voeren (Voeren): Heiligenhuisje
- Sint-Pieters-Voeren (Voeren): Sint-Pieters-Stoelkerk
- Sint-Truiden: Sint-Antoniuskerk
- Sint-Truiden: Minderbroederskerk (Sint-Franciscus-Solanuskerk)
- Sint-Truiden: Onze-Lieve-Vrouwekerk
- Sint-Truiden: Sint-Augustinuskerk
- Sint-Truiden: Sint-Pieterskerk
- Sint-Truiden: Sint-Maartenkerk
- Sint-Truiden: Sint-Gangulfuskerk
- Sint-Truiden (Bevingen): Sint-Lambertuskerk
- Sint-Truiden (Guvelingen): Heilig-Kruiskerk
- Sint-Truiden (Melveren): Salvator Mundikerk
- Sint-Truiden (Schurhoven): Sint-Jacobskerk
- Sluizen: Sint-Servatiuskerk
- Smeermaas (Lanaken): Sint-Jozefkerk
- Spalbeek: Onze-Lieve-Vrouw-Boodschapskapel
- Spalbeek: Onze-Lieve-Vrouw-Boodschapskerk
- Spouwen (Kleine-Spouwen) (Bilzen): Sint-Aldegondiskerk
- Stevoort: Sint-Martinuskerk
- Stokkem (Dilsen-Stokkem): Onze-Lieve-Vrouw-van-Bijstandkapel
- Stokkem (Dilsen-Stokkem): Sint-Elisabethkerk
- Stokrooie: Onze-Lieve-Vrouw-van-Altijddurende-Bijstandkapel
- Stokrooie: Sint-Amanduskerk
- Tessenderlo: Sint-Martinuskerk
- Tessenderlo (Hulst): Onze-Lieve-Vrouw-Onbevlekt-Ontvangenkerk
- Tessenderlo (Schoot): Sint-Jozefskerk
- Teuven (Voeren): Sint-Pieterskerk
- Tongeren: Onze-Lieve-Vrouw-Geboortebasiliek
- Tongeren: Sint-Catharinakerk
- Tongeren: Sint-Gilliskerk
- Tongeren: Sint-Jan-de-Doperkerk
- Tongeren: Sint-Jozefskerk
- Tongeren: Sint-Lutgardiskerk
- Tongeren: Sint-Maternuskerk
- Tongeren (Mulken): Sint-Gilliskapel
- Tongeren (Offelken): Sint-Hubertuskapel
- Tongerlo: Sint-Pieterskerk
- Uikhoven: Sint-Niklaaskerk
- Ulbeek (Wellen): Sint-Rochuskerk
- Ulbeek: Nieuwe Sint-Rochuskerk
- Val-Meer (Riemst): Sint-Stefanuskerk
- Val-Meer (Meer) (Riemst): Sint-Severinuskapel
- Vechmaal (Heers): Sint-Martinuskerk
- Vechmaal (Heers): Sint-Pieterskapel
- Veldhoven: Kapel van Veldhoven
- Veldwezelt (Lanaken): Sint-Lambertuskerk
- Veldwezelt (Kesselt) (Lanaken): Sint-Michielskerk
- Velm: Sint-Martinuskerk
- Veulen (Heers): Onze-Lieve-Vrouw-Tenhemelopnemingskerk
- Vliermaal (Kortessem): Sint-Agapituskerk
- Vliermaal (Kortessem) (Zammelen): Sint-Amanduskerk
- Vliermaalroot (Kortessem): Onze-Lieve-Vrouw-ten-Hemelopnemingkerk
- Vlijtingen (Riemst): Sint-Albanuskerk
- Voeren: Steenboskapel
- Vorsen: Heilig Kruiskerk
- Vreren (Tongeren): Kapel van Onze-Lieve-Vrouw van Zeven Weeën
- Vreren: Sint-Medarduskerk
- Vroenhoven: Sint-Petrus en Pauluskerk
- Vucht (Maasmechelen): Sint-Remigiuskerk
- Waltwilder: Sint-Remigiuskerk
- Waterschei (Genk): Christus Koningkerk
- Waterschei (Genk): Oekraïens-katholieke kerk
- Waterschei (Oud-Waterschei) (Genk): Johanneskerk
- Wellen: Sint-Jan-de-Doperkerk
- Werm (Hoeselt): Sint-Domitianuskerk
- Widooie: Sint-Pancratiuskerk
- Wijchmaal: Sint-Trudokerk
- Wijer: Sint-Pietersbandenkerk
- Wilderen (Duras-Wilderen): Onze-Lieve-Vrouw-Bezoekingkerk
- Wimmertingen: Sint-Niklaaskerk
- Wintershoven (Kortessem): Sint-Annakapel
- Wintershoven (Kortessem): Sint-Pietersbandenkerk
- Winterslag (Genk): Heilig Hartkerk
- Winterslag (Genk): Sint-Eventiuskerk
- Wijshagen (Meeuwen-Gruitrode): Onze-Lieve-Vrouw-ten-Hemelopnemingskerk
- Zelem (Halen): Sint-Lambertuskerk
- Zepperen: Sint-Genovevakerk
- Zichen-Zussen-Bolder (Riemst): Sint-Genovevakerk
- Zichen-Zussen-Bolder (Zichen): Sint-Pieterskerk
- Zolder (Heusden-Zolder): Sint-Hubertus en Vincentiuskerk
- Zolder (Viversel): Sacramentskapel (Sacramentsberg)
- Zolder (Viversel): Sint-Quirinuskerk
- Zonhoven: Sint-Quintinuskerk
- Zonhoven (Halveweg): Sint-Jozefskerk
- Zonhoven (Terdonk): Sint-Eligiuskerk
- Zonhoven (Termolen): Maagd der Armenkerk
- Zutendaal: Mandelkapel
- Zutendaal: Onze-Lieve-Vrouwekerk
- Zutendaal: Sint-Hubertuskapel
- Zutendaal (Wiemesmeer): Sint-Jozefskerk

## Luik
- Alleur (Ans): Sint-Remigiuskerk
- Amel: Sint-Hubertuskerk

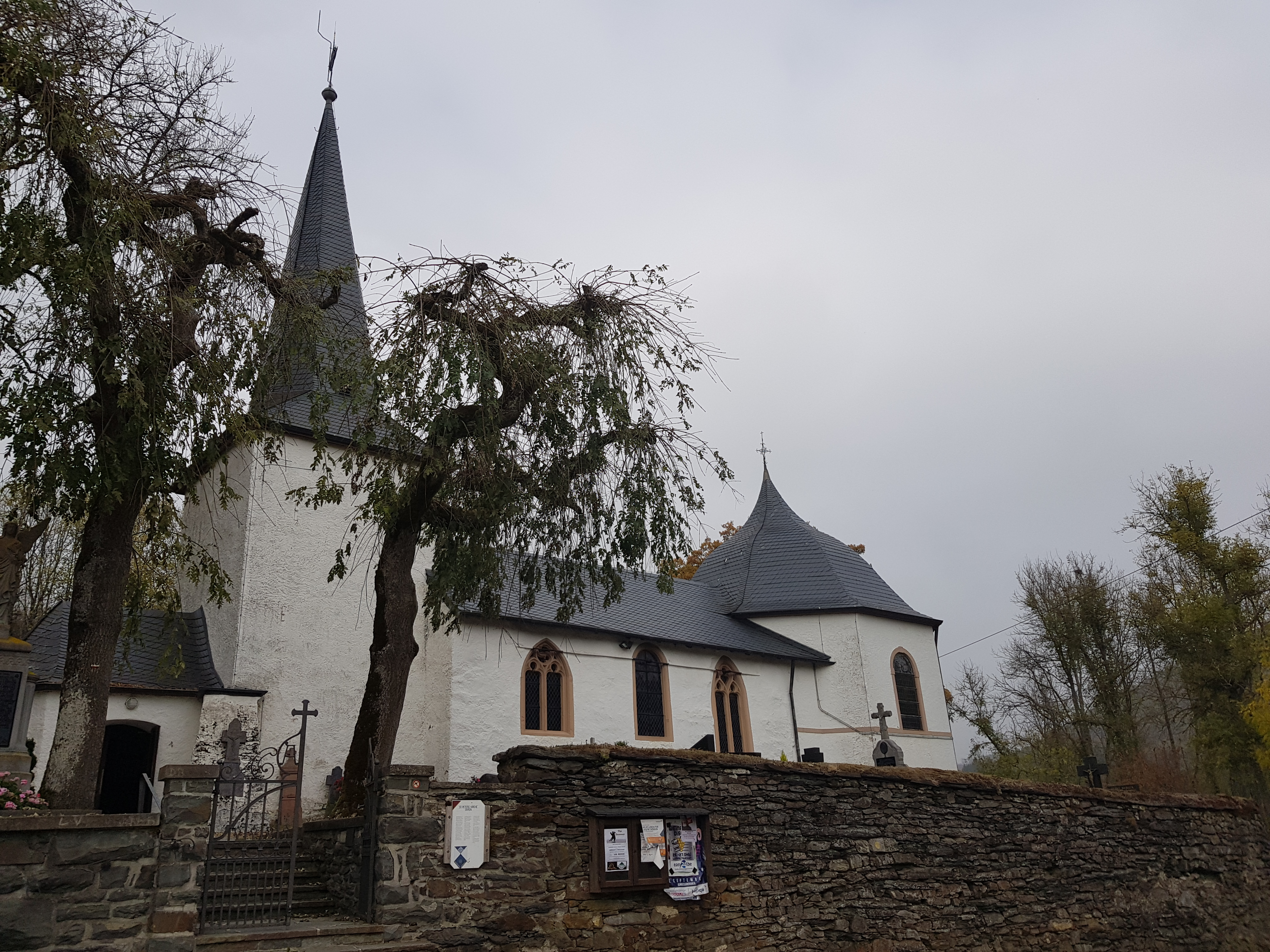
Sint-Pieterskerk in Ouren

- Amel (Deidenberg): Heilige-Familiekerk
- Amel (Iveldingen): Sint-Barbarakerk
- Andrimont: Sint-Laurentiuskerk
- Andrimont (Fonds-de-Loup): Sint-Rochuskerk
- Andrimont (Ottomont): Sint-Theresia van het Kind Jezuskerk
- Andrimont (Renoupré): Onze-Lieve-Vrouw-Onbevlekt-Ontvangenkerk
- Ans: Onze-Lieve-Vrouwekerk
- Ans: Sint-Martinuskerk
- Ans: Sint-Vincentius-en-Barbarakerk
- Argenteau (Sarolay) (Wezet): Onze-Lieve-Vrouw Tenhemelopnemingskerk
- Aubel: Abdij van Val-Dieu
- Aubel: Sint-Hubertuskerk
- Aubel (Kluis): Sint-Antonius Kluizenaarkerk
- Aubel (Sint-Jansrade): Sint-Jan-de-Doperkerk
- Awans: Sint-Agathakerk
- Awirs (Flémalle): Sint-Stefanuskerk
- Ayeneux (Soumagne): Sint-Jozefkerk
- Baelen: Sint-Pauluskerk
- Barchon (Blegny): Sint-Clemenskerk
- Battice: Sint-Vincentius a Paulokerk
- Battice (Bruyères): Sint-Elisabethkerk
- Battice (Manaihant): Sint-Jozefkerk
- Bellaire (Beyne-Heusay): Onze-Lieve-Vrouw Visitatiekerk
- Berleur (Grâce-Berleur) (Grâce-Hollogne): Maria Helpsterkerk
- Berneau (Dalhem): Sint-Servaaskerk
- Beyne-Heusay: Sint-Bartholomeuskerk
- Beyne-Heusay: Sint-Laurentiuskerk
- Bierset (Grâce-Hollogne): Sint-Jan-de-Doperkerk
- Bitsingen (Bassenge): Sint-Pieterskerk
- Blegny: Sint-Gertrudiskerk
- Boirs (Bitsingen) (Boirs – Bassenge): Sint-Lambertuskerk
- Bolbeek (Dalhem): Sint-Jan-de-Doperkerk
- Bolland (Herve): Sint-Apollinariskerk
- Bressoux (Luik): Onze-Lieve-Vrouw van de Rozenkranskerk
- Bressoux: Onze-Lieve-Vrouw-van-Lourdeskerk
- Bressoux (Droixhe): Sint-Petrus en Pauluskerk
- Büllingen: Sint-Eligiuskerk
- Büllingen (Hünningen): Sint-Jozefkerk
- Büllingen (Mürringen): Sint-Antonius Kluizenaarkerk
- Büllingen (Wirtzfeld): Sint-Annakerk
- Burg-Reuland (Aldringen): Sint-Martinuskerk
- Burg-Reuland (Bracht): Onze-Lieve-Vrouwekapel
- Burg-Reuland (Dürler): Sint-Mattheüskerk
- Burg-Reuland (Espeler): Sint-Walricuskerk
- Burg-Reuland (Grüfflingen): Kerk van Grüfflingen
- Burg-Reuland (Maldingen): Sint-Janskerk
- Burg-Reuland (Maspelt): Sint-Hilariuskerk
- Burg-Reuland (Oudler): Driekoningenkerk
- Burg-Reuland (Ouren): Sint-Pieterskerk
- Burg-Reuland (Reuland): Sint-Stephanuskerk
- Burg-Reuland (Steffeshausen): Heilig Hartkerk
- Burg-Reuland (Steffeshausen): Sint-Pieterskerk
- Burg-Reuland (Thommen): Sint-Remacluskerk
- Bütgenbach: Sint-Stefanuskerk
- Bütgenbach (Weywertz): Sint-Michielskerk
- Cahottes (Flémalle): Sint-Remacluskerk
- Cerexhe (Soumagne): Sint-Andreaskerk
- Chaineux: Sint-Gilliskerk
- Chênée (Luik): Sint-Joannes Vianneykerk (Pastoor-van-Arskerk)
- Chênée: Sint-Pieterskerk
- Cheratte (Wezet): Onze-Lieve-Vrouwekerk
- Cheratte (Wezet): Sint-Jozefkerk
- Chokier (Flémalle): Sint-Marcellinuskerk
- Clermont (Thimister-Clermont): Sint-Jacobus de Meerderekerk
- Clermont (Elsaute) (Thimister-Clermont): Sint-Rochuskerk
- Cornesse: Onze-Lieve-Vrouw-Tenhemelopnemingskerk
- Cornesse: (Goffontaine): Sint-Munokerk
- Crombach (Sankt Vith): Sint-Antoniuskerk
- Dalhem: Sint-Pancratiuskerk
- Dison: Sint-Fiacriuskerk
- Dison (Mont): Sint-Jan-de-Doperkerk
- Eben (Eben-Emael): Sint-Joriskerk
- Eiksken (Moresnet-Chapelle) (Plombières): Maria Helpsterkapel
- Elsenborn (Nidrum): Driekoningenkerk
- Emael (Eben-Emael): Onze-Lieve-Vrouwekerk
- Elch (Othée) (Awans): Sint-Petrus-en-Pauluskerk
- Eupen: Friedenskirche
- Eupen: Onze-Lieve-Vrouw-Onbevlekt-Ontvangenkerk
- Eupen: Sint-Jozefkerk
- Eupen: Sint-Lambertuskapel
- Eupen: Sint-Niklaaskerk
- Évegnée (Soumagne): Onze-Lieve-Vrouwekerk
- Eynatten: Sint-Jan de Doperkerk
- Feneur (Dalhem): Sint-Lambertuskerk
- Fexhe-Slins (Juprelle): Sint-Remacluskerk
- Flémalle-Grande (Flémalle): Sint-Jan-de-Doperkerk
- Flémalle-Haute (Flémalle): Onze-Lieve-Vrouw van Bijstandkerk
- Flémalle-Haute (Flémalle): Sint-Mattheuskerk
- Fléron: Heilige-Familiekerk
- Fléron: Sint-Dionysiuskerk
- Forêt (Trooz): Sint-Catharinakerk
- Forêt (Fonds-de-Forêt) (Trooz): Sint-Leonarduskapel
- Fraipont (Trooz): Sint-Gilliskerk
- Froidthier (Clermont) (Thimister-Clermont): Sint-Gilliskerk
- Gemmenich: Sint-Hubertuskerk
- Glaaien (Bitsingen) (Glons – Bassenge): Sint-Victorkerk
- Glaaien (Bitsingen) (Glons – Bassenge): Oude Sint-Victorkerk
- Glain (Luik): Onze-Lieve-Vrouw van Verlichtingkerk
- Gleixhe (Flémalle): Sint-Lambertuskerk
- Grand-Rechain (Herve): Sint-Pieterskerk
- Grivegnée (Luik): Heilig Hartkerk
- Grivegnée: Onze-Lieve-Vrouw-Onbevlekt-Ontvangenkerk
- Grivegnée: Onze-Lieve-Vrouw Visitatiekerk
- Grivegnée: Sint-Jozefkerk
- Grivegnée: Sint-Lambertuskerk
- Gulke: Sint-Lambertuskerk
- Haccourt (Oupeye): Sint-Hubertuskerk
- Hendrik-Kapelle: Sint-Joriskerk
- Herbesthal: Onze-Lieve-Vrouw Visitatiekerk
- Hergenrath: Sint-Martinuskerk
- Hermalle-sous-Argenteau (Luik): Sint-Lambertuskerk
- Herstal (La Préalle): Onbevlekte Ontvangenis (Kerk van de –)
- Herstal: Onze-Lieve-Vrouwekerk
- Herstal: Sint-Lambertuskerk
- Herstal: Sint-Oremuskapel
- Herve: Sint-Jan-de-Doperkerk
- Herve (Charneux): Sint-Sebastiaankerk
- Herve (José): Sint-Antonius Kluizenaarkerk
- Heure-le-Romain (Oupeye): Sint-Remigiuskerk
- Heuseux (Soumagne): Sint-Laurentiuskerk
- Heusy: Onze-Lieve-Vrouw-Onbevlekt-Ontvangenkerk
- Heusy: Sint-Hubertuskerk
- Hoei: Collegiale kerk van Onze-Lieve-Vrouw en Sint-Domitianus
- Hoei: Onze-Lieve-Vrouw de la Sartekerk
- Hognoul (Awans): Sint-Pieterskerk
- Hollogne-aux-Pierres (Grâce-Hollogne): Sint-Pieterskerk
- Homburg: Agnus Deikerk
- Homburg: Sint-Brixiuskerk
- Hombroux (Ans): Kapel van Hombroux
- Horion (Horion-Hozémont) (Grâce-Hollogne): Sint-Remacluskapel
- Hozémont (Horion-Hozémont) (Grâce-Hollogne): Sint-Salvatorkerk
- Horion-Hozémont (Lexhy) (Grâce-Hollogne): Kapel van Lexhy
- Housse (Blegny): Sint-Jan-de-Doperkerk
- Houtem (Oupeye) (Houtain-Saint-Siméon – Oupeye): Sint-Simeonkerk
- Jemeppe-sur-Meuse (Seraing): Antoinistische tempel
- Jemeppe-sur-Meuse (Bois-du-Mont) (Seraing): Onze-Lieve-Vrouw-van-Lourdeskerk
- Jemeppe-sur-Meuse (Seraing): Sint-Jozefkerk
- Jemeppe-sur-Meuse (Seraing): Sint-Lambertuskerk
- Julémont (Herve): Heilige Maagd Mariakerk
- Jupille-sur-Meuse (Luik): Sint-Amanduskerk
- Jupille-sur-Meuse: Sint-Jozefkerk
- Jupille-sur-Meuse: Sint-Rochuskapel
- Juprelle: Sint-Bartholomeüskerk
- Kelmis: Maria-Hemelvaartkerk
- Kettenis (Eupen): Sint-Catharinakerk
- Lamay (Montegnée) (Saint-Nicolas): Sint-Jozefkerk
- Lambermont: Sint-Bernarduskerk
- Lantin (Juprelle): Sint-Servatiuskerk
- Lierneux: Sint-Andreaskerk
- Liers (Herstal): Sint-Remigiuskerk
- Lieze (Wezet) (Lixhe – Visé): Sint-Lambertuskerk
- Lommersweiler (Sankt Vith): Sint-Willibrorduskerk
- Loncin (Ans): Sint-Jan-de-Doperkerk
- Lontzen: Sint-Hubertuskerk
- Lontzen (Busch): Sint-Annakapel
- Lontzen (Walhorn): Sint-Stefanuskerk
- Luik (Saint-Léonard): Heilig Geloof (Kerk van het –)
- Luik: Heilig-Hartkerk (Monument voor intergeallieerden)
- Luik: Heilig Kruiskerk
- Luik: Sint-Andreaskerk
- Luik: Sint-Antoniuskerk
- Luik: Sint-Antonius en Sint-Catharinakerk
- Luik: Sint-Bartolomeüskerk
- Luik: Sint-Dionysiuskerk
- Luik: Sint-Jacobskerk
- Luik: Sint-Janskerk
- Luik: Sint-Lambertuskathedraal
- Luik: Sint-Maartensbasiliek
- Luik: Sint-Pauluskathedraal
- Luik: Sint-Pieterskerk
- Luik: Sint-Servaaskerk
- Luik (Amercœur): Sint-Remacluskerk
- Luik (Avroy): Heilig Sacramentskerk
- Luik (Avroy): Onze-Lieve-Vrouw van de Vrede (Abdijkerk)
- Luik (Avroy): Sint-Veronicakerk
- Luik (Burenville): Sint-Hubertuskerk
- Luik (Féronstrée et Hors-Château): Onze-Lieve-Vrouw-Onbevlekt-Ontvangenkerk
- Luik (Guillemins): Onze-Lieve-Vrouw van de Engelenkerk
- Luik (Longdoz): Sint-Lodewijkskerk
- Luik (Naimette-Xhovémont) (Sainte-Walburge): Sint-Julianakerk
- Luik (Outremeuse): Sint-Foillankerk
- Luik (Outremeuse): Sint-Niklaaskerk
- Luik (Saint-Gilles): Sint-Gilliskerk
- Luik (Sainte-Marguerite): Sint-Margarethakerk
- Luik (Sainte-Walburge): Sint-Walburgakerk
- Luik (Sclessin): Onze-Lieve-Vrouw van de Rozenkranskerk
- Luik (Thier-à-Liège): Sint-Victor-en-Leonarduskerk
- Luik (Vennes – Fétinne): Sint-Vincentiuskerk
- Magnée (Fléron): Sint-Antonius van Paduakerk
- Manderfeld: Sint-Lambertuskerk
- Manderfeld (Krewinkel): Sint-Eligiuskerk
- Manderfeld (Lanzerath): Sint-Brigidakerk
- Membach: Sint-Jan-de-Doperkerk
- Melen (Soumagne): Sint-Jobkerk
- Meyerode (Amel): Sint-Martinuskerk
- Meyerode (Medell): Onze-Lieve-Vrouw-Onbevlekt-Ontvangenkerk
- Micheroux (Soumagne): Onze-Lieve-Vrouw Visitatiekerk
- Milmort (Herstal): Sint-Hubertuskerk
- Moha (Wanze): Onze-Lieve-Vrouw van de Rozenkranskerk
- Mons-lez-Liège (Flémalle): Sint-Lambertuskerk
- Montegnée (Saint-Nicolas): Heilige-Familiekerk
- Montegnée (Saint-Nicolas): Sint-Lambertuskerk
- Moresnet (Plombières): Sint-Remigiuskerk
- Mortier (Blegny): Sint-Pieterskerk
- Mortroux (Dalhem): Sint-Luciakerk
- Nessonvaux (Trooz): Sint-Pieterskerk
- Neufchâteau (Dalhem): Sint-Laurentiuskerk
- Nudorp (Juprelle): Sint-Jan-Evangelistkerk
- Olne: Sint-Sebastiaankerk
- Olne (Saint-Hadelin): Sint-Hadelinuskerk
- Paifve (Juprelle): Onze-Lieve-Vrouw-ten-Hemelopnemingkerk
- Petit-Rechain: Sint-Martinuskerk
- Plombières: Onze-Lieve-Vrouw-Hemelvaartkerk
- Plombières (Montzen): Sint-Stefanuskerk
- Pontisse (Herstal): Onze-Lieve-Vrouw van Bijstandkerk
- Prayon (La Brouck) (Trooz): Sint-Theresiakerk
- Prayon (Trooz): Sint-Laurentiuskerk
- Queue-du-Bois (Beyne-Heusay): Sint-Antonius Abtkerk
- Queue-du-Bois (Moulins-sous-Fléron) (Beyne-Heusay): Maagd der Armenkerk
- Raeren: Sint-Niklaaskerk
- Raeren (Hauset): Sint-Rochuskerk
- Recht (Sankt Vith): Sint-Aldegondiskerk
- Recht (Wallerode) (Sankt Vith): Sint-Wendelinuskerk
- Retinne (Fléron): Sint-Julianakerk
- Reuland (Burg-Reuland): Sint-Stephanuskerk
- Richelle (Wezet): Sint-Firminuskerk
- Rocherath (Krinkelt): Sint-Jan-de-Doperkerk
- Rocourt (Luik): Sint-Jozefskerk
- Rocourt (Luik): Sint-Leokerk
- Romsée (Fléron): Heilige Maagd Mariakerk
- Rukkelingen-aan-de-Jeker (Bitsingen) (Roclenge-sur-Geer – Bassenge): Sint-Remigiuskerk
- Saint-André (Dalhem): Sint-Andrieskerk
- Saint-Nicolas: Sint-Niklaaskerk
- Saint-Remy (Blegny): Sint-Remigiuskerk
- Saive (Blegny): Sint-Pieterskerk
- Sankt Vith: Sint-Vituskerk
- Sankt Vith (Mackenbach): Sint-Laurentiuskerk
- Sankt Vith (Emmels): Sint-Michielskerk
- Sankt Vith (Neundorf): Onze-Lieve-Vrouw-Hemelvaartkerk
- Sankt Vith (Rodt): Sint-Corneliuskerk
- Sippenaken (Plombières) (Sippenaeken – Plombières): Sint-Lambertuskerk
- Slins (Juprelle): Sint-Martinuskerk
- Soiron (Pepinster): Sint-Rochuskerk
- Soumagne: Sint-Lambertuskerk
- Soumagne (Fécher): Sint-Corneliuskerk
- Souxhon (Flémalle): Sint-Nikolaaskerk
- Spa: Onze-Lieve-Vrouwe en Sint-Remacluskerk
- Spa: Protestantse kerk
- Stavelot: Sint-Sebastiaanskerk
- Stembert: Sint-Niklaaskerk
- Stembert (Verviers): Sint-Jan-de-Doperkerk
- Ternaaien (Wezet) (Lanaye – Visé): Sint-Remigiuskerk
- Thimister (Thimister-Clermont): Sint-Antonius Kluizenaarkerk
- Thimister (La Minerie) (Thimister-Clermont): Sint-Pieterskerk
- Thommen (Burg-Reuland): Sint-Remacluskerk
- Tignée (Soumagne): Sint-Lambertuskerk
- Tilleur (Saint-Nicolas): Sint-Hubertuskerk
- Trembleur (Blegny): Sint-Jozefskerk
- Trooz: Hulpkerk van Sint-Alfred en Sint-Joris
- Vaux (Vaux-sous-Chèvremont) (Chaudfontaine): Onze-Lieve-Vrouwekerk
- Vaux-sous-Chèvremont (Chèvremont) (Chaudfontaine): Onze-Lieve-Vrouwebasiliek
- Velroux (Grâce-Hollogne): Sint-Andreaskerk
- Verviers: Onze-Lieve-Vrouw Middelareskerk
- Verviers: Onze-Lieve-Vrouw-van-de-Recollectenkerk
- Verviers: Protestantse kerk van Laoureux
- Verviers: Sint-Annakapel
- Verviers: Sint-Antoniuskerk
- Verviers: Sint-Jozefkerk
- Verviers: Sint-Julianakerk
- Verviers: Sint-Lambertuskapel
- Verviers: Sint-Remacluskerk
- Verviers (Hodimont): Protestantse kerk
- Verviers (Hodimont): Sint-Jan-de-Doperkerk
- Villers-Saint-Siméon (Juprelle): Sint-Lambertuskerk
- Vivegnis (Oupeye): Sint-Pieterskerk
- Voroux-lez-Liers (Juprelle): Sint-Jozefskerk
- Vottem (Herstal): Kapel van Bouxthay
- Vottem (Herstal): Sint-Stefanuskerk (Église Saint-Étienne)
- Walhorn (Astenet): Sint-Jan-de Doperkapel
- Wandre (Luik): Onze-Lieve-Vrouw-van-de-berg-Karmelkerk
- Wandre: Sint-Rochuskerk
- Wandre: Sint-Stefanuskerk
- Wanze (Moha): Onze-Lieve-Vrouw van de Rozenkranskerk
- Weerst (Warsage) (Dalhem): Sint-Pieterskerk
- Wegnez (Purgatoire): Onze-Lieve-Vrouw-van-Lourdeskerk
- Wegnez: Sint-Hubertuskerk
- Welkenraedt: Sint-Jan-de-Doperkerk
- Wezet (Visé): Kapittelkerk van Sint-Martinus en Sint-Hadelinus
- Wezet (Devant-le-Pont): Onze-Lieve-Vrouw-van-de-berg-Karmelkerk
- Wouteringen (Otrange): Sint-Gertrudiskerk
- Wonck (Bitsingen) (Wonck – Bassenge): Sint-Lambertuskerk
- Xhendelesse (Herve): Sint-Alexanderkerk
- Xhendremael (Ans): Sint-Joriskerk

## Luxemburg
- Aarlen: Sint-Donatuskerk
- Aarlen: Sint-Maartenskerk
- Érezée: Sint-Laurentiuskerk
- Soy (Fisenne): Sint-Remigiuskapel

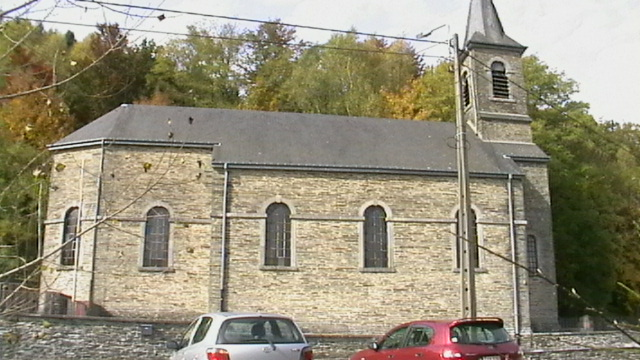
Sint-Maartenskerk in Warmifontaine

- Farnières (Vielsalm): Kapel van Farnières
- Nadrin (Ollomont): Sint-Margarethakapel
- Saint-Hubert: Basiliek van Sint-Hubertus
- Tintigny: Notre-Dame de l'Assomption (Église)

## Namen

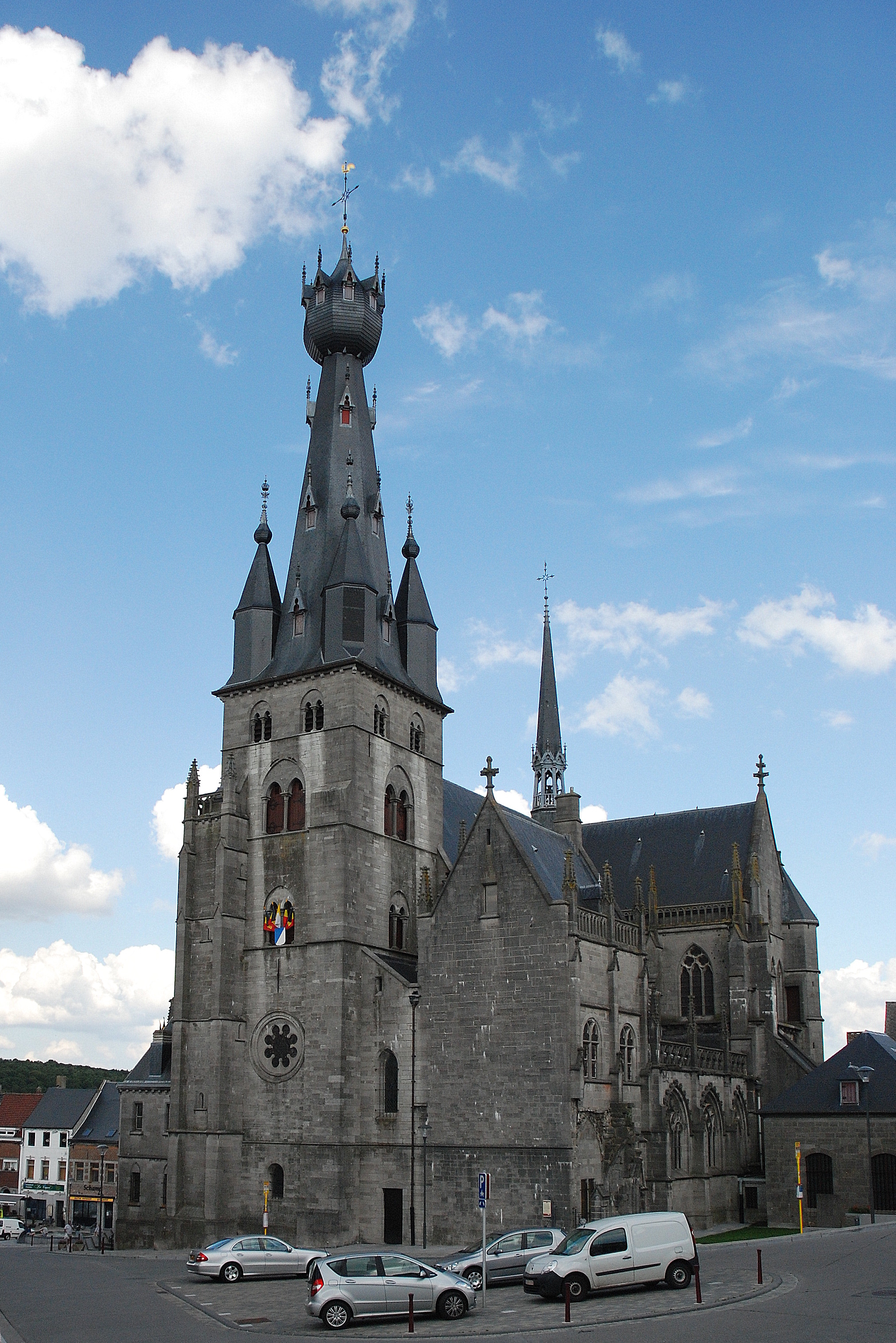
Sint-Maternusbasiliek in Walcourt

- Andenne: Collegiale kerk Sint-Begga
- Auvelais (Sambreville): Sint-Victorkerk
- Ciney: Sint-Niklaaskerk
- Dinant: Collegiale kerk Onze-Lieve-Vrouw van Dinant
- Namen: Saint-Loup (Église)
- Namen: Sint-Albanuskathedraal
- Rochefort (Behogne): Onze-Lieve-Vrouw-Visitatiekerk
- Walcourt: Sint-Maternusbasiliek
- Yvoir: Sint-Eligiuskerk

## Oost-Vlaanderen
- Aalst: Heilig Hartkerk
- Aalst: Sint-Annakerk

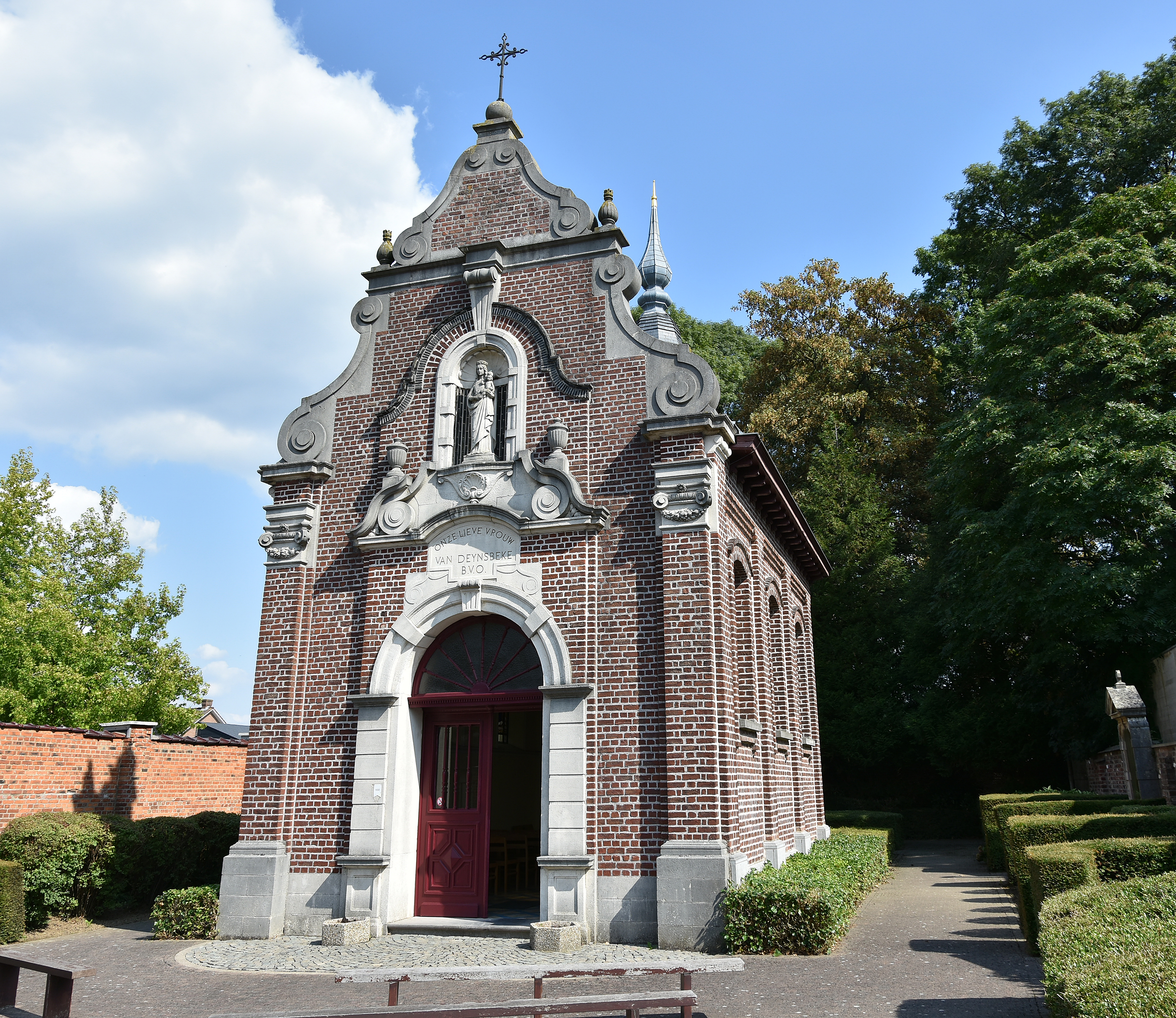
Kapel van Deinsbeke in Zottegem

- Aalst: Sint-Antonius van Paduakapel
- Aalst: Sint-Antoniuskerk
- Aalst: Sint-Catharinakerk
- Aalst: Sint-Jan Evangelistkerk
- Aalst: Sint-Jozefkerk
- Aalst: Sint-Martinuskerk
- Aalst: Sint-Paulus en Onze-Lieve-Vrouw-ter-Rozenkerk
- Aalst (wijk: Mijlbeek): Onze-Lieve-Vrouw van Bijstandkerk
- Aaigem: Sint-Niklaas-en-Leonarduskerk
- Aalter: Sint-Corneliuskerk
- Aalter-Brug: Sint-Godelievekerk
- Adegem (Maldegem): Sint-Adrianuskerk
- Afsnee: Sint-Jan Baptistkerk
- Asper: Sint-Martinuskerk
- Baardegem (Aalst): Sint-Margarethakerk
- Balegem: Sint-Martinuskerk
- Bambrugge: Sint-Martinuskerk
- Bazel: Sint-Petruskerk
- Bellem: Onze-Lieve-Vrouw-Geboortekerk
- Berlare: Sint-Martinuskerk
- Bottelare (Merelbeke): Sint-Annakerk
- Buggenhout: Boskapel
- Burst: Sint-Martinuskerk
- Baaigem: Sint-Bavokerk
- De Pinte
  - Sint-Nicolaas van Tolentijnkerk (De Pinte)
  - Onze-Lieve-Vrouwekerk (Zevergem)
- Deinze:
  - Onze-Lieve-Vrouwekerk (Deinze)
  - Sint-Martinuskerk (Petegem-aan-de-Leie)
  - Sint-Jan Baptistkerk (Grammene)
  - Sint-Amandus-en-Sint-Jobkerk (Astene)
  - Sint-Amanduskerk (Zeveren)
  - Sint-Petrus-en-Pauluskerk (Bachte)
  - Sint-Bartholomeuskerk (Vinkt)
  - Sint-Martinus en Sint-Eutropiuskerk (Gottem)
  - Sint-Laurentiuskerk (Poesele)
  - Onze-Lieve-Vrouw en Sint-Jan-Baptistkerk (Bachte-Maria-Leerne)
  - Sint-Martinuskerk (Sint-Martens-Leerne)
  - Sint-Agneskerk (Wontergem)
  - Sint-Radegundiskerk (Merendree)
  - Sint-Niklaaskerk (Meigem)
  - Sint-Mauritius en Gezellenkerk (Nevele)
  - Sint-Eligiuskerk (Vosselare)
  - Sint-Blasius- en Sint-Margrietkerk (Landegem)
  - Sint-Petrus en Pauluskerk (Hansbeke)
- Dendermonde: Abdij
- Dendermonde: Onze-Lieve-Vrouwekerk
- Dendermonde: Sint-Gillis-Binnenkerk
- Dendermonde: Sint-Pieter- en Paulusbasiliek (Abdijkerk)
- Denderwindeke: Sint-Pieterskerk
- Destelbergen: Onze-Lieve-Vrouw-ter-Sneeuwkerk
- Desteldonk: Onze-Lieve-Vrouw-Geboortekerk
- Dikkelvenne: Sint-Petruskerk
- Doel: Onze-Lieve-Vrouw-Hemelvaartkerk
- Drongen: Kapel van Onze-Lieve-Vrouw van Lourdes
- Drongen: Sint-Gerolfkapel
- Drongen: Sint-Gerolfkerk
- Drongen (Baarle): Sint-Martinuskerk
- Eeklo: Minderbroederskerk
- Eeklo: Sint-Vincentiuskerk
- Eeklo (Balgerhoeke): Sint-Antoniuskerk
- Eeklo (Oostveld): Onze-Lieve-Vrouw-Hemelvaartkerk
- Eine: Sint-Eligiuskerk
- Elene: Onze-Lieve-Vrouw-Geboorte en Sint-Jozefkerk
- Ename: Sint-Laurentiuskerk
- Erembodegem (Aalst): Onze-Lieve-Vrouw-Hemelvaartkerk
- Erembodegem (Aalst): Sint-Amanduskapel
- Erembodegem (gehucht:Terjoden) (Aalst): Sint-Jozefskerk
- Erpe: Sint-Martinuskerk
- Erwetegem: Sint-Pieters-Bandenkerk
- Evergem: Sint-Christoffelkerk
- Evergem (Belzele): Heilig Hartkerk
- Evergem (Doornzele): Sint-Petrus en Pauluskerk
- Evergem (Kerkbrugge-Langerbrugge): Goddelijke Voorzienigheidkerk
- Evergem (Wippelgem): Onze-Lieve-Vrouw-ten-Troostkerk
- Gavere: Sint-Amanduskerk
- Gent: Baudelokapel (Abdij van Baudelo)
- Gent: Christus Koningkerk
- Gent: Heilige Amanduskapel (aan de Kortrijkse Steenweg)
- Gent: Heilige Apostel Andreaskerk
- Gent: Heilige Kerstkerk (Sint-Salvatorkerk)
- Gent: Kloosterkerk der Franciscanen
- Gent: Kloosterkerk van de Ongeschoeide Karmelieten
- Gent: Maaltebruggekasteelkapel
- Gent: Maria Gorettikerk
- Gent: Onze-Lieve-Vrouwekerk
- Gent: Onze-Lieve-Vrouw Sint-Pieterskerk (Sint-Pietersabdij)
- Gent: Onze-Lieve-Vrouw ter Hoyekerk (Onze-Lieve-Vrouw Presentatiekerk) (Klein Begijnhof)
- Gent: Redemptoristenkerk
- Gent: Sint-Amanduskapel (aan de Sint-Michielsstraat)
- Gent: Sint-Annakerk
- Gent: Sint-Baafskathedraal
- Gent: Sint-Barbarakerk
- Gent: Sint-Catharinakapel
- Gent: Sint-Christoffelkapel
- Gent: Sint-Coletakerk
- Gent: Sint-Elisabethkerk (Groot Begijnhof)
- Gent: Sint-Jacobskerk
- Gent: Kapel Sint-Jan-in-d'olie (Sint-Jan-ten-Dullen)
- Gent: Sint-Kwintenskapel
- Gent: Sint-Machariuskerk
- Gent: Sint-Michielskerk
- Gent: Sint-Niklaaskerk
- Gent: Sint-Pauluskerk
- Gent: Sint-Stefanuskerk (Augustijnenklooster)
- Gent: Wolweverskapel
- Gent (Brugse Poort): Leugemeete (Middeleeuws godshuis)
- Gent (Brugse Poort): Sint-Jan Baptistkerk
- Gent (Brugse Poort) (Malem): Onze-Lieve-Vrouw Koningin van de Vrede
- Gent (Ekkergem): Sint-Martinuskerk
- Gent (Heirnis): Sint-Antonius van Paduakerk
- Gent (Meulestede): Sint-Antonius Abtkerk
- Gent (Muide): Sint-Theresia van Avilakerk
- Gent (Rabot): Rabotkerk
- Gent (Rabot): Sint-Jozefskerk
- Gent (Rooigem): Sint-Theresia van het kind Jezuskerk
- Gent (Sint-Amandsberg): Heilig Hartkerk
- Gent (Sint-Amandsberg) (Westveld): Heilig Kruiskerk
- Gent (Sint-Amandsberg): Sint-Amanduskapel
- Gent (Sint-Amandsberg): Sint-Amanduskerk
- Gent (Sint-Denijs-Westrem): Heilige Sacramentskapel 't Putje
- Gent (Sint-Denijs-Westrem): Sint-Denijskerk
- Gent (Sint-Pieters-Aalst): Sint-Pietersbuitenkerk
- Gentbrugge: HH. Simon en Judas-Thaddeüskerk
- Gentbrugge: Sint-Antonius van Paduakerk
- Gentbrugge: Sint-Eligiuskerk
- Geraardsbergen: Sint-Bartholomeuskerk
- Gijzegem (Aalst): Sint-Martinuskerk
- Gijzenzele: Sint-Baafskerk
- Godveerdegem: Sint-Paulus-Bekeringkerk
- Gontrode: Sint-Bavokerk
- Grotenberge: Sint-Pieters-Banden en Sint-Berlindiskerk
- Hemelveerdegem: Sint-Jan-de-Doperkerk
- Herdersem (Aalst): Onze-Lieve-Vrouw-Hemelvaartkerk
- Heurne: Sint-Amanduskerk
- Heusden (Oost-Vlaanderen): Heilig Kruiskerk
- Hofstade (Aalst): Onze-Lieve-Vrouw-Hemelvaartkerk
- Horebeke: Nieuwe Kerk
- Impe: Sint-Denijskerk (Impe)
- Kaprijke: Kleemkapel
- Kaprijke: Onze-Lieve-Vrouw-Hemelvaartkerk
- Kerkbrugge-Langerbrugge: Goddelijke Voorzienigheidkerk
- Kluizen: Onze-Lieve-Vrouw-Geboortekerk
- Knesselare: Sint-Willibrorduskerk
- Knesselare (Ursel): Sint-Medarduskerk
- Kruibeke: Onze-Lieve-Vrouwekerk
- Kruisem
  - Sint-Eligiuskerk (Kruishoutem)
  - Sint-Gabriëlkerk (Marolle)
  - Onze-Lieve-Vrouw van Bijstandkerk (Lozer)
  - Sint-Machutuskerk (Wannegem)
  - Sint-Dionysiuskerk (Lede)
  - Sint-Ursmaruskerk (Nokere)
  - Sint-Bavokerk (Zingem)
  - Sint-Petrus en Urbanuskerk (Huise)
  - Sint-Jan Baptistkerk (Ouwegem)
- Laarne: Sint-Machariuskerk
- Landskouter: Sint-Agathakerk
- Lebbeke: Onze-Lieve-Vrouwekerk
- Lebbeke: Onze-Lieve-Vrouw-Geboortekerk
- Lebbeke (Heizijde): Sint-Joannes Vianneykerk
- Lede: Sint-Martinuskerk
- Ledeberg: Sint-Lievenkerk
- Leeuwergem: Sint-Amanduskerk
- Lembeke-Dorp: Sint-Gilliskerk
- Lokeren
  - Sint-Laurentiuskerk
  - Sint-Annakerk
  - Onze-Lieve-Vrouwekerk (Daknam)
  - Heilige hartkerk (Doorslaar)
  - Sint-Antonius van Paduakerk
  - Onze-Lieve-Vrouw-Hemelvaartkerk (Eksaarde)
- Lotenhulle: Heilig Kruiskerk
- Maldegem: Sint-Barbarakerk
- Maldegem (Donk): Sint-Jozefkerk
- Maldegem (Kleit): Sint-Vincentius a Paulokerk
- Mariakerke (Gent): Onze-Lieve-Vrouw Geboortekerk
- Mariakerke (Gent) (Kolegem): Heilig Hartkerk
- Meldert (Aalst): Sint-Walburgakerk
- Melle: Sint-Martinuskerk
- Melsele: Onze-Lieve-Vrouwekerk
- Melsele: Kapel Onze-Lieve-Vrouw van Gaverland
- Mendonk: Sint-Baafskerk
- Mere: Sint-Bavokerk
- Merelbeke: Onze-Lieve-Vrouw van de Rozenkranskerk
- Merelbeke: Sint-Pietersbandenkerk
- Mespelare (Dendermonde): Sint-Aldegondiskerk
- Middelburg: Sint-Petrus en Pauluskerk
- Moerbeke (Koewacht): Sint-Filippus en Jacobuskerk
- Moorsel (Aalst): Sint-Martinuskerk
- Moortsele: Sint-Amanduskerk
- Munte: Sint-Bonifatiuskerk
- Nazareth:
  - Onze-Lieve-Vrouw-en-Sint-Antoniuskerk (Nazareth)
  - Sint-Amanduskerk (Eke)
- Nederbrakel: Toepkapel
- Nieuwerkerken (Aalst): Onze-Lieve-Vrouw-Hemelvaartkerk
- Nieuwerkerken (Aalst): Sint-Jozefkerk
- Ninove: Onze-Lieve-Vrouw-Hemelvaartkerk
- Olsene: Sint-Pieterskerk
- Oombergen: Sint-Martinuskerk
- Oordegem: Sint-Martinuskerk (Oordegem)
- Oostakker: Basiliek van Oostakker-Lourdes
- Oostakker: Sint-Amanduskerk
- Oosterzele: (Dorp) Sint-Gangulphuskerk
- Oosterzele: (Anker) Sint-Angsgariuskerk
- Ophasselt: Sint-Pietersbandenkerk
- Oudenaarde: Sint-Walburgakerk
- Oudenaarde (Pamele): Onze-Lieve-Vrouwekerk
- Papegem: Noodkerk Papegem
- Poeke: Sint-Lambertuskerk
- Poesele: Sint-Laurentiuskerk
- Ronse: Nieuwe Sint-Martinuskerk
- Ronse: Sint-Hermesbasiliek
- Rupelmonde: Onze-Lieve-Vrouw-Bezoekingkerk
- Rupelmonde: Onze-Lieve-Vrouwekerk
- Schelderode: Sint-Martinuskerk
- Scheldewindeke: Sint-Christoffelkerk
- Schoonaarde: Onze-Lieve-Vrouw-van-Zeven-Weeënkerk
- Semmerzake: Sint-Pietersbandenkerk
- Serskamp: Sint-Denijskerk
- Sint-Amandsberg: Onze-Lieve-Vrouwkerk van de Oude Bareel
- Sint-Amandsberg: Sint-Amanduskerk
- Sint-Amandsberg: Sint-Bernadettekerk
- Sint-Amandsberg: Sint-Elisabeth (Begijnhofkerk)
- Sint-Goriks-Oudenhove (Zottegem): Sint-Gorikskerk
- Sint-Jan-in-Eremo: Sint-Jan-de-Doperkerk
- Sint-Kruis-Winkel: Heilig Kruiskerk
- Sint-Laureins: Sint-Laurentiuskerk
- Sint-Laureins (Bentille): Sint-Eligiuskerk
- Sint-Margriete: Sint-Margaretakerk
- Sint-Maria-Oudenhove: Onze-Lieve-Vrouw-Ten-Hemelopnemingskerk
- Sint-Martens-Latem
  - Sint-Martinuskerk
  - Sint-Aldegondiskerk (Deurle)
- Sint-Niklaas: Christus Koningkerk
- Sint-Niklaas: Heilig Hartkerk (ontwijd)
- Sint-Niklaas: Onze-Lieve-Vrouw-van-Bijstand-der-Christenen
- Sint-Niklaas: Sint-Jozefskerk
- Sint-Niklaas: Sint-Nicolaaskerk
- Sleidinge: Sint-Joriskerk
- Smetlede: Sint-Pharaïldiskerk
- Stekene (Klein-Sinaai): Onze-Lieve-Vrouw Onbevlekt Ontvangen
- Strijpen: Sint-Andreaskerk
- Strijpen: Sint-Andrieskapel
- Temse: Onze-Lieve-Vrouwekerk
- Tielrode: Sint-Jozefkapel
- Uitbergen: Sint-Pietersbandenkerk
- Ursel: Sint-Medarduskerk
- Velzeke (Velzeke-Ruddershove): Sint-Martinuskerk
- Vurste: Sint-Martinuskerk
- Waarschoot: Sint-Ghislenuskerk
- Waarschoot: Sint-Jozefkerk
- Waasmunster (Ruiter): Sint-Jan-Baptistkerk
- Wachtebeke: Sint-Catharinakerk
- Wachtebeke (Overslag): Onze-Lieve-Vrouw-Geboortekerk
- Wanzele: Sint-Bavokerk (Wanzele)
- Waterland-Oudeman: Sint-Niklaaskerk
- Watervliet: Onze-Lieve-Vrouw-Hemelvaartkerk
- Wetteren: Sint-Gertrudiskerk
- Wetteren (Ten Ede): Sint-Annakerk
- Wichelen: Sint-Gertrudiskerk
- Wieze: Sint-Salvatorkerk
- Wondelgem: Sint-Catharinakerk
- Wondelgem: Sint-Godelievekerk
- Wondelgem: Sint-Vincentiuskerk
- Zele: Sint-Ludgeruskerk
- Zomergem: Sint-Martinuskerk
- Zottegem: Onze-Lieve-Vrouw-Hemelvaartkerk
- Zottegem: Onze-Lieve-Vrouw van Deinsbekekapel
- Zulte:
  - Sint-Petrus-en-Pauluskerk (Zulte)
  - Sint-Pieterskerk (Olsene)
  - Sint-Michiel-en-Cornelius-en-Ghislenuskerk (Machelen)
- Zwijnaarde: Sint-Niklaaskerk

## Vlaams-Brabant
- Aarschot: Christus-Koningkerk

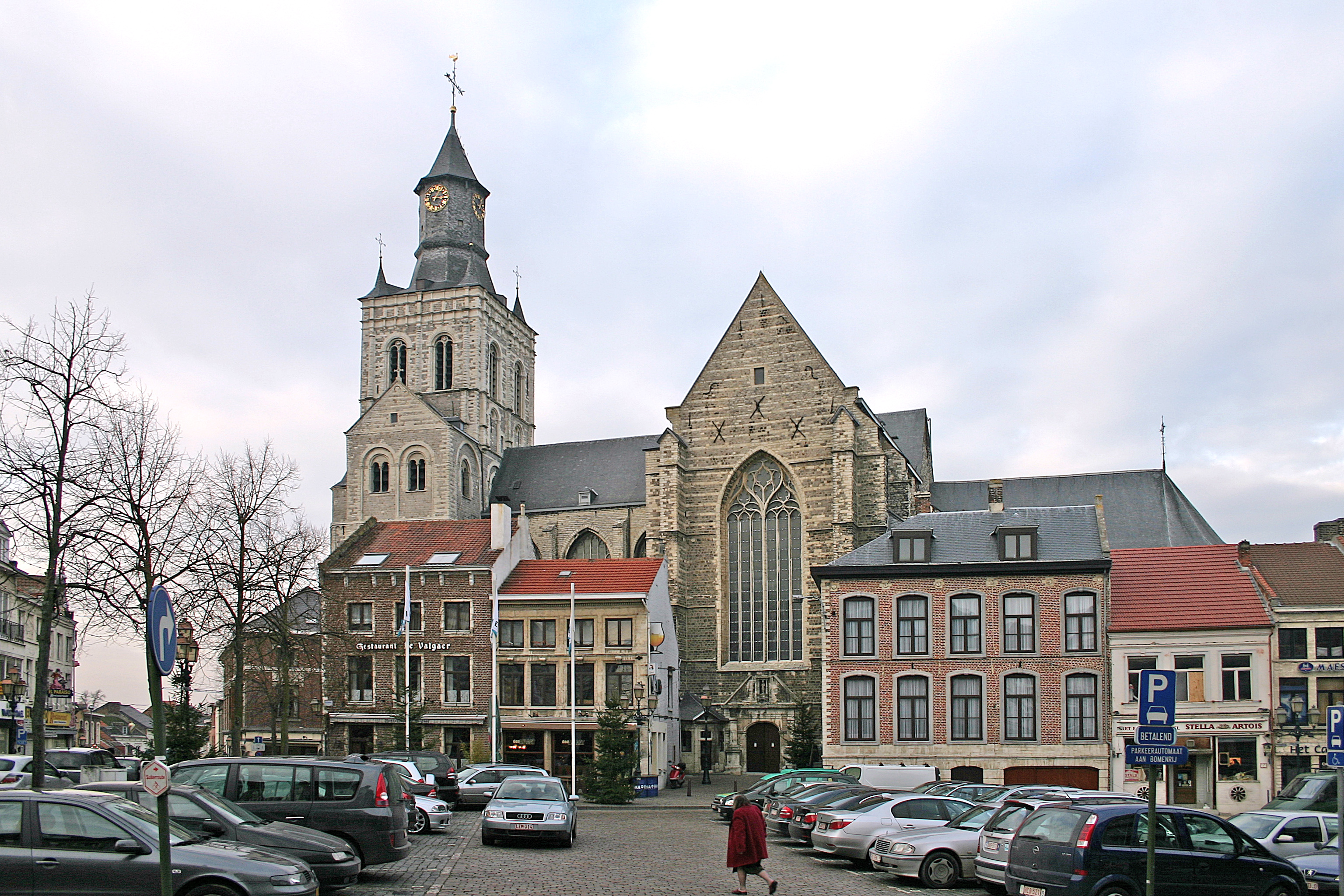
Sint-Germanuskerk in Tienen

- Aarschot: Onze-Lieve-Vrouwekerk
- Aarschot: Onze-Lieve-Vrouwe van Smartenkapel
- Aarschot: Heilig-Hartkerk (Ourodenberg)
- Akrenbos (Twee-Akren & Bever): Sint-Gereonkerk
- Alsemberg: Onze-Lieve-Vrouwkerk
- Asbeek (Asse): Heilige-Familiekerk
- Asse: Sint Martinuskerk
- Assent: Onze-Lieve-Vrouwekerk
- Asse-ter-Heide (Asse): Sint-Hubertuskerk
- Attenhoven: Sint-Pieters-Bandenkerk
- Attenrode: Sint-Andrieskerk
- Averbode: Abdijkerk
- Averbode: Sint-Jan-Baptistkerk
- Baal: Sint-Annakerk
- Beersel: Sint-Lambertuskerk
- Beert: Sint-Augustinuskerk
- Begijnendijk: Sint-Luciakerk
- Beigem: Onze-Lieve-Vrouwkerk
- Beisem: Sint-Michielskerk
- Bekkerzeel: Sint-Godarduskerk
- Bekkevoort: Sint-Pieterskerk
- Bellingen: Onze-Lieve-Vrouwekerk
- Berg: Sint-Servatiuskerk
- Bertem: Sint-Pieterskerk
- Betekom: Sint-Laurentiuskerk
- Bever: Sint-Martinuskerk
- Bierbeek: Sint-Hilariuskerk
- Binkom: Sint-Jan-Baptistkerk
- Blanden: Sint-Jan-Evangelistkerk
- Blauwput: Heilig-Hartkerk
- Bogaarden: Sint-Theodarduskerk
- Bollebeek: Sint-Antoniuskerk
- Booienhoven: Sint-Odulphuskerk
- Boortmeerbeek: Sint-Antoniuskerk
- Borchtlombeek: Sint-Amanduskerk
- Borgt: Allerheiligste Verlosserkerk
- Bos: Onze-Lieve-Vrouw-Zeven-Weeënkerk
- Bost: Sint-Odulphuskerk
- Boutersem: Sint-Hilariuskerk
- Bovenlo: Heilige-Familiekerk
- Breedhout: Heilig-Hartkerk
- Brussegem: Sint-Stephanuskerk
- Budingen: Sint-Cyriacuskerk
- Buizingen: Sint-Johannes-Boscokerk
- Buizingen: Sint-Vincentius-Maldegariuskerk
- Buken: Sint-Antoniuskerk
- Bunsbeek: Sint-Quirinuskerk
- Butsel: Sint-Michielskerk
- De Hoek: Sint-Barbarakerk
- Delle: Heilig-Hartkerk
- Deurne: Sint Engelbertuskerk
- Diegem: Sint Catharinakerk
- Diest: Kruisherenkerk
- Diest: Onze-Lieve-Vrouwekerk
- Diest: Sint-Catherinakerk
- Diest: Sint-Jan-Berchmanskerk
- Diest: Sint-Marthakerk
- Diest: Sint-Sulpitius-en-Dionysiuskerk
- Dilbeek: Sint-Ambrosiuskerk
- Dilbeek: Sint-Dominicus-Saviokerk
- Dilbeek: Sint-Theresia-van-het-Kind-Jezuskerk
- Dormaal: Sint-Martinuskerk
- Drieslinter: Onze-Lieve-Vrouw-van-het-Heilig-Hartkerk
- Droeshout: Sint-Jozefkerk
- Drogenbos: Sint-Niklaaskerk
- Duisburg: Sint-Catharinakerk
- Dworp: Sint-Gaugericuskerk
- Egenhoven: Sint-Michielskerk
- Eizer: Maria-Magdalenakerk
- Eizeringen: Sint-Ursulakerk
- Elewijt: Sint-Hubertuskerk
- Eliksem: Sint-Martinuskerk
- Elingen: Sint-Amanduskerk
- Eppegem: Sint-Clemenskerk
- Erps: Sint-Amanduskerk
- Essenbeek: Sint-Jozefkerk
- Essene: Onze-Lieve-Vrouw-Bezoekingkerk
- Everberg: Sint-Martinuskerk
- Ezemaal: Sint-Aldegondiskerk
- Far-West: Sint-Jozefkerk
- Gaasbeek: Onze-Lieve-Vrouwkerk
- Galmaarden: Sint-Pieterskerk
- Geetbets: Sint-Pauluskerk
- Gelrode: Sint-Corneliuskerk
- Gijmel: Onze-Lieve-Vrouw-van-Fatimakerk
- Glabbeek: Sint-Niklaaskerk
- Goetsenhoven: Sint-Laurentiuskerk
- Gooik: Sint-Niklaaskerk
- Grazen: Onze-Lieve-Vrouwkerk
- Grimbergen: Heilig-Hartkerk
- Grimbergen: Sint-Servaasbasiliek
- Grimde: Sint-Pieterskerk
- Groot-Bijgaarden: Heilige-Familiekerk
- Groot-Bijgaarden: Sint-Egidiuskerk
- Haacht: Sint-Adrianuskerk
- Haacht: Sint-Remigiuskerk
- Haacht-Station: Onze-Lieve-Vrouw-van-Altijddurende-Bijstandkerk
- Haasrode: Onze-Lieve-Vrouwkerk
- Hakendover: Goddelijke Zaligmakerkerk
- Halle (Halle-Booienhoven): Sint-Bartholomeuskerk
- Halle: Emmaüskerk
- Halle: Sint-Antoniuskerk
- Halle: Sint-Martinsukerk
- Halle: Sint-Rochuskerk
- Hamme: Sint-Gudulakerk
- Heikant: Onze-Lieve-Vrouw-van-Altijddurende-Bijstandkerk
- Heikruis: Sint-Bernarduskerk
- Hekelgem: Sint-Michielskerk
- Helen: Sint-Laurentiuskerk
- Herent: Onze-Lieve-Vrouwkerk
- Herfelingen: Sint-Niklaaskerk
- Herhout: Onze-Lieve-Vrouwkerk
- Herne: Sint-Pieterskerk (Herne)
- Herne: Sint-Petrus-en-Pauluskerk (Herne)
- Het Voor: Sint-Jan Berchmanskerk
- Hever: Onze-Lieve-Vrouwkerk
- Heverlee: Onze-Lieve-Vrouw-van-Troostkerk
- Heverlee: Sint-Antonius-van-Paduakerk
- Heverlee: Sint-Franciscus-van-Assisiëkerk
- Heverlee: Sint-Lambertuskerk
- Hoegaarden: Sint-Gorgoniuskerk
- Hoeilaart: Sint-Clemenskerk
- Hoeleden: Sint-Amanduskerk
- Hofstade: Onze-Lieve-Vrouw van Bijstandkerk
- Hogen: Onze-Lieve-Vrouw-van-de-Vredekerk
- Hoksem: Sint-Jan-Evangelistenkerk
- Holsbeek: Sint-Caroluskerk
- Holsbeek: Sint-Mauruskerk
- Houtem: Sint-Antoniuskerk
- Houtem: Sint-Catharinakerk
- Houwaart: Sint-Denijskerk
- Huizingen: Sint-Jan-Baptistkerk
- Huldenberg: Onze-Lieve-Vrouwekerk
- Humbeek: Sint-Rumolduskerk
- Humelgem: Sint-Catharinakerk
- Imde: Sint-Kwintenkerk
- Itterbeek: Sint-Pieterskerk
- Itterbeek: Sint-Annakerk
- Jezus-Eik: Onze-Lieve-Vrouwekerk
- Kaggevinne: Heilig-Kind-Jezuskerk
- Kampenhout: Onze-Lieve-Vrouwkerk
- Kapellen: Onze-Lieve-Vrouw-Geboortekerk
- Kapelle-op-den-Bos: Sint-Niklaaskerk
- Kattem: Onbevlekt-Hart-van-Mariakerk
- Keerbergen: Sint-Michielskerk
- Keiberg: Sint-Jozefkerk
- Kerkom: Sint-Martinuskerk
- Kersbeek: Sint-Servatiuskerk
- Kessel-Lo: Sint-Johannes-Boscokerk
- Kester: Sint-Martinuskerk
- Kiezegem: Sint-Pieterskerk
- Kobbegem: Sint-Gaugericuskerk
- Kokejane: Onze-Lieve-Vrouwkerk
- Koningslo: Sint-Aloysiys-Gonzagakerk
- Korbeek-Dijle: Sint-Bartholomeuskerk
- Korbeek-Lo: Heilig-Kruiskerk
- Kortenaken: Sint-Amorkerk
- Kortenberg: Onze-Lieve-Vrouwkerk
- Kortrijk-Dutsel: Sint-Catharinakerk
- Kraainem: Sint-Dominicuskerk
- Kraainem: Sint-Pancratiuskerk
- Krokegem: Onbevlekt-Hart-van-Mariakerk
- Kumtich: Sint-Gilliskerk
- Kwerps: Sint-Pieterskerk
- Laar: Sint-Engelbertus-en-Sint-Bernarduskerk
- Laar: Sint-Trudokerk
- Landen: Sint-Gertrudiskerk
- Landen: Sint-Norbertuskerk
- Langdorp: Sint-Pieterskerk
- Ledeberg: Kapel van Onze-Lieve-Vrouw-van-Ledeberg
- Leefdaal: Sint-Lambertuskerk
- Leerbeek: Sint-Pieterskerk
- Lembeek: Sint-Veronuskerk
- Leuven: Onze-Lieve-Vrouw-Middelareskerk
- Leuven: Onze-Lieve-Vrouw-ten-Predikherenkerk
- Leuven: Sint-Geertrui-abdij
- Leuven: Sint-Jacobskerk
- Leuven: Sint-Jacobskerk (voormalige)
- Leuven: Sint-Jan-de-Doperkerk
- Leuven: Abdij van Park, of Sint-Jan-Evangelistkerk
- Leuven: Sint-Jozefkerk
- Leuven: Sint-Kwintenkerk
- Leuven: Sint-Michielskerk
- Leuven: Sint-Pieterskerk
- Liedekerke: Sint-Niklaaskerk
- Linden: Sint-Kwintenkerk
- Linkebeek: Sint-Sebastiaankerk
- Lo: Onze-Lieve-Vrouw-Zeven-Smartenkerk
- Londerzeel: Sint-Christoffelkerk
- Londerzeel: Sint-Jozefkerk
- Loonbeek: Sint-Antoniuskerk
- Lot: Sint-Jozefkerk
- Lovenjoel: Sint-Lambertuskerk
- Lubbeek: Sint-Bernarduskerk
- Lubbeek: Sint-Martinuskerk
- Machelen: Sint-Gertrudiskerk
- Malderen: Sint-Amanduskerk
- Maleizen: Sint-Joostkerk
- Mazenzele: Sint-Pieters-Bandenkerk
- Meensel: Sint-Mattheüskerk
- Meerbeek: Sint-Antoniuskerk
- Meise: Sint-Martinuskerk
- Meldert: Sint-Ermeldiniskerk
- Melkwezer: Sint-Pancratiuskerk
- Melsbroek: Sint-Martinuskerk
- Merchtem: Onze-Lieve-Vrouwekerk
- Messelbroek: Sint-Michielskerk
- Meusegem: Onze-Lieve-Vrouw-Boodschapkerk
- Miskom: Sint-Germanuskerk
- Molenbeek: Sint-Laurentiuskerk
- Molenstede: Sint-Jozefkerk
- Molenveld: Sint-Corneliuskerk
- Mollem: Sint-Stephanuskerk
- Moorsel: Sint-Jozefkerk
- Muilen: Onze-Lieve-Vrouw-Boodschapkerk
- Nederokkerzeel: Sint-Stephanuskerk
- Neerhespen: Sint-Mauritiuskerk
- Neerijse: Sint-Petrus-en-Pauluskerk
- Neerlanden: Maria-Magdalenakerk
- Neerlinter: Sint-Foillanuskerk
- Neervelp: Sint-Remigiuskerk
- Neerwinden: Heilig-Kruiskerk
- Negenmanneke: Sint-Stephanuskerk
- Nieuwenrode: Onze-Lieve-Vrouw-Hemelvaartkerk
- Nieuwrode: Sint-Lambertuskerk
- Nijverseel: Onze-Lieve-Vrouw-Middelareskerk
- Ninde: Heilige Damiaan van Molokaikerk
- Nossegem: Sint-Lambertuskerk
- Oetingen: Sint-Ursmaruskerk
- Okselaar: Heilig-Hartkerk
- Onze-Lieve-Vrouw-Lombeek: Onze-Lieve-Vrouwkerk
- Oorbeek: Sint-Joriskerk
- Oplinter: Sint-Genovevakerk
- Oppem: Sint-Jozefkerk
- Oppem: Sint-Michielskerk
- Oppem: Sint-Stephanuskerk
- Opvelp: Sint-Antonius-Abtkerk
- Opwijk: Sint-Pauluskerk
- Orsmaal-Gussenhoven: Sint-Pieterskerk
- Ossel: Sint-Jan-Baptistkerk
- Ottenburg: Sint-Niklaaskerk
- Oudenaken: Sint-Pieters-Bandenkerk
- Oud-Heverlee: Sint-Annakerk
- Ourodenberg: Heilig-Hartkerk
- Outgaarden: Sint-Niklaaskerk
- Overhespen: Sint-Sulpitiuskerk
- Overijse: Sint-Martinuskerk
- Overwinden: Sint-Wivinakerk
- Pamel: Sint-Gaugericuskerk
- Peizegem: Onze-Lieve-Vrouw-Onbevlekt-Ontvangenkerk
- Pellenberg: Sint-Pieterskerk
- Pepingen: Sint-Martinuskerk
- Perk: Sint-Niklaaskerk
- Peutie: Sint-Martinuskerk
- Putkapel: Sint-Agathakerk
- Ramsdonk: Sint-Martinuskerk
- Ransberg: Onze-Lieve-Vrouw-van-de-Rozenkranskerk
- Relegem: Sint-Jan-Baptistkerk
- Relst: Sint-Jozefkerk
- Rillaar: Sint-Niklaaskerk
- Roosbeek: Sint-Annakerk
- Rossem: Sint-Medardus-en-Sint-Gildarduskerk
- Rotselaar: Sint-Pieterskerk
- Ruisbroek: Jan Ruusbroec en Onze-Lieve-Vrouwekerk
- Rummen: Sint-Ambrosiuskerk
- Rumsdorp: Sint-Gilliskerk
- Schaffen: Sint-Hubertuskerk
- Schepdaal: Sint-Rumolduskerk
- Scherpenheuvel: Basiliek van Onze-Lieve-Vrouw-Van Scherpenheuvel
- Schiplaken: Heilige-Familiekerk
- Schoonderbuken: Sint-Jozefkerk
- Sint-Agatha-Rode: Sint-Agathakerk
- Sint-Anna-Pede: Sint-Annakerk
- Sint-Brixius-Rode: Sint-Brixiuskerk
- Sint-Genesius-Rode: Onze-Lieve-Vrouw-Oorzaak-onzer-Blijdschapkerk
- Sint-Genesius-Rode: Sint-Genesiuskerk
- Sint-Gertrudis-Pede: Sint-Gertrudiskerk
- Sint-Joris-Weert: Sint-Joriskerk
- Sint-Joris-Winge: Sint-Joriskerk
- Sint-Katherina-Lombeek: Sint-Catharinakerk
- Sint-Katherina-Lombeek: Sint-Jozefkerk
- Sint-Kwintens-Lennik: Sint-Kwintenskerk
- Sint-Laureins-Berchem: Sint-Laurentiuskerk
- Sint-Margriete-Houtem: Sint-Margarethakerk
- Sint-Martens-Bodegem: Sint-Martinuskerk
- Sint-Martens-Lennik: Sint-Martinuskerk
- Sint-Pieters-Kapelle: Sint-Pieterskerk
- Sint-Pieters-Leeuw: Sint-Pieterskerk
- Sint-Pieters-Rode: Sint-Pieterskerk
- Sint-Stevens-Woluwe: Sint-Stevens
- Sint-Ulriks-Kapelle: Sint-Ulrikkerk
- Steenhuffel: Sint-Genovevakerk
- Steenokkerzeel: Sint-Rumolduskerk
- Sterrebeek: Sint-Pancratiuskerk
- Stok: Onze-Lieve-Vrouw-Hulp-der-Christenenkerk
- Strijland: Onze-Lieve-Vrouw-van-Goede-Bijstandkerk
- Strijtem: Sint-Martinuskerk
- Strombeek-Bever: Sint-Amanduskerk
- Ten Broek: Sint-Elisabeth-van-Hongarijekerk
- Teralfene: Sint-Jan-Evangelistkerk
- Terbank: Onbevlekt-Hart-van-Mariakerk
- Terlanen: Sint-Martinuskerk
- Ternat: Sint-Gertrudiskerk
- Tervuren: Sint-Jan-Evangelistkerk
- Testelt: Kerk van Ter Hoeve
- Testelt: Sint-Martinuskerk
- Tielt-Winge: Onze-Lieve-Vrouwkerk
- Tielt-Winge: Sint-Martinuskerk
- Tienen: Heilig-Hartkerk
- Tienen: Onze-Lieve-Vrouw-Ten-Poelkerk
- Tienen: Sint-Germanuskerk
- Tienen: Sint-Jozefkerk
- Tienen: Sint-Lambertuskerk
- Tildonk: Sint-Jan-Baptistkerk
- Tollembeek: Sint-Martinuskerk
- Tombeek: Sint-Bernarduskerk
- Tremelo: Onze-Lieve-Vrouw-van-Altijddurende-Bijstandkerk
- Veltem: Sint-Laurentiuskerk
- Vertrijk: Onze-Lieve-Vrouw-Hemelvaartkerk
- Vilvoorde: Basiliek van Onze-Lieve-Vrouw-van-Troost
- Vilvoorde: Heilig-Hartkerk
- Vilvoorde: Onze-Lieve-Vrouw-van-Goede-Hoopkerk
- Vilvoorde: Sint-Wivinakerk
- Vissenaken: Sint-Martinuskerk
- Vissenaken: Sint-Pieters-Bandenkerk
- Vleugt: Heilige-Familiekerk
- Vlezenbeek: Onze-Lieve-Vrouw-Hemelvaartkerk
- Vlierbeek: Onze-Lieve-Vrouwkerk
- Vollezele: Sint-Pauluskerk
- Vossem: Sint-Pauluskerk
- Waanrode: Sint-Bartholomeuskerk
- Waasmont: Sint-Pancratiuskerk
- Wakkerzeel: Sint-Hubertuskerk
- Walfergem: Onze-Lieve-Vrouw-van-het-Heilig-Hartkerk
- Walsbets: Sint-Jan-Baptistkerk
- Walshoutem: Sint-Lambertuskerk
- Wambeek: Sint-Remigiuskerk
- Wange: Christus-Koningkerk
- Webbekom: Sint-Trudokerk
- Weerde: Sint-Martinuskerk
- Wemmel: Sint-Engelbertuskerk
- Wemmel: Sint-Servatiuskerk
- Werchter: Sint-Jan-Baptistkerk
- Wersbeek: Sint-Quiriniuskerk
- Wespelaar: Sint-Luciakerk
- Westrode: Onze-Lieve-Vrouw-van-de-Rozenkranskerk
- Wever: Sint-Antoniuskerk
- Wezemaal: Sint-Martinuskerk
- Wezembeek: Sint-Pieterskerk
- Wezeren: Sint-Amanduskerk
- Wijgmaal: Sint-Hadrianuskerk
- Willebringen: Sint-Pieters-Bandenkerk
- Wilsele: Sint-Martinuskerk
- Wilsele: Sint-Agathakerk
- Winksele: Onze-Lieve-Vrouw-Hemelvaartkerk
- Wolfsdonk: Sint-Antonius-Abtkerk
- Wolvertem: Sint-Laurentiuskerk
- Wommersom: Sint-Kwintenkerk
- Zaventem: Sint-Jozefskerk
- Zaventem: Sint-Martinuskerk
- Zellik: Sint-Baafskerk
- Zemst: Sint-Pieterskerk
- Zichem: Sint-Eustachius
- Zoutleeuw: Sint-Leonarduskerk
- Zuun: Sint-Lutgardiskerk
- Zuurbemde: Sint-Catharinakerk

## Waals-Brabant

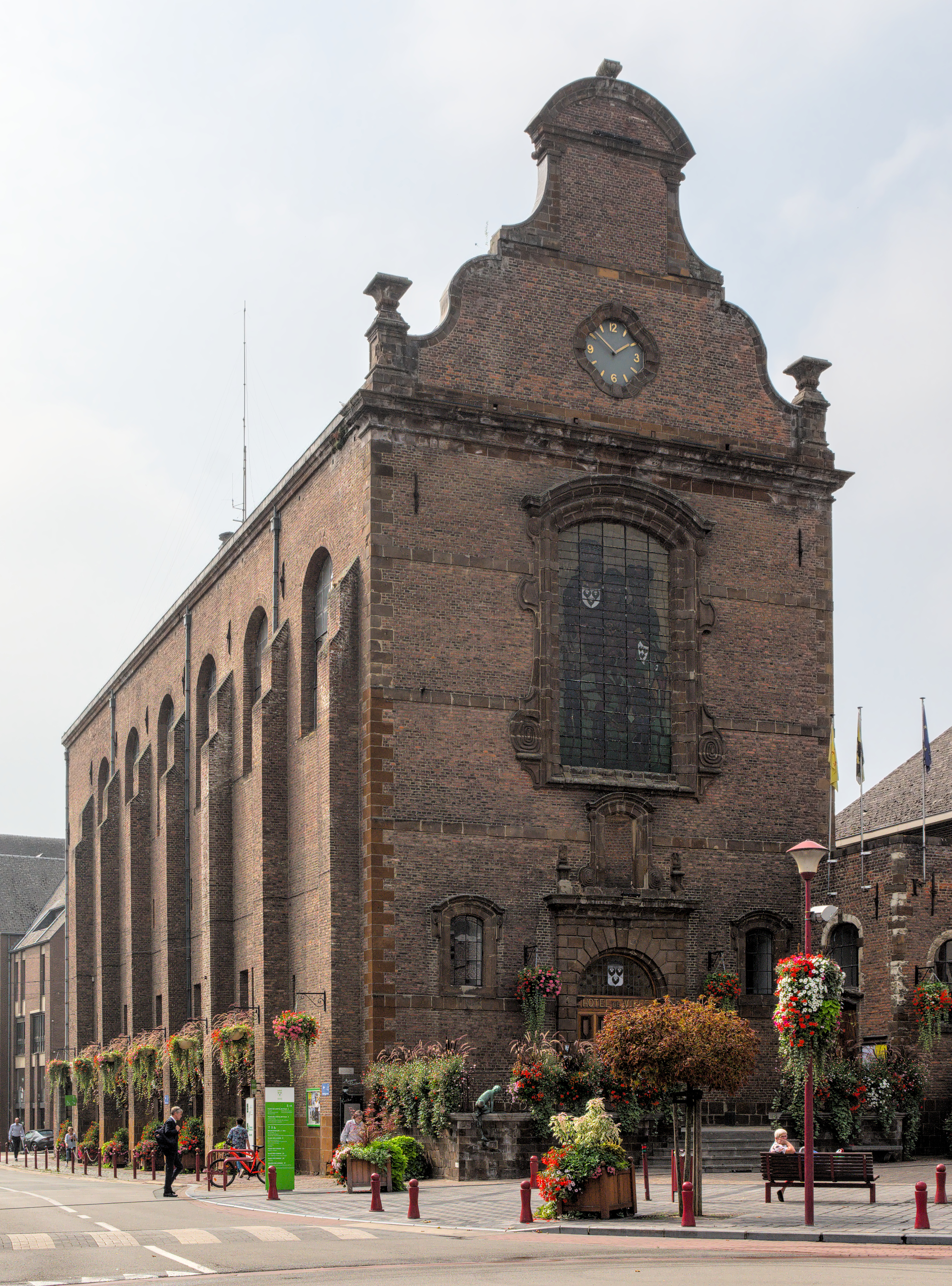
Karmelietenkerk in Waver

- Autre-Église: Église Notre-Dame de la Visitation
- Baisy-Thy: Église Saint-Hubert
- Baulers: Église Saint-Remy
- Bevekom (Beauvechain): Église Saint-Sulpice
- Bierges: Église Saints-Pierre-et-Marcelin
- Bierk (Bierghes): Église Saints-Pierre-et-Martin
- Biez: Église Saint-Martin
- Blanmont: Église Saint-Martin
- Bomal: Église du Saint-Rosaire
- Bonlez: Église Sainte-Catherine
- Bornival: Église Saint-François
- Bossuit: Église Notre-Dame de l’Assomption
- Bourgeois: Église Saint-François-Xavier
- Bousval Église Saint-Barthélemy
- Céroux-Mousty: Église Notre-Dame de Bon Secours
- Chapelle-Saint-Laurent: Église Saints-Laurent et Denis
- Chastre: Église Notre-Dame Alerne
- Chaumont: Église Saint-Bavon
- Corroy-le-Grand: Église Saint-Étienne
- Cortil: Église Notre-Dame
- Court-Saint-Étienne: Église Saint-Étienne
- Couture-Saint-Germain, Église-Saint-Germain
- Dalhoutem (Houtain-le-Val): Église Saints-Martin et Jacques
- Dion-le-Mont: Église Notre-Dame
- Dion-le-Val: Église Sant-Martin
- Doiceau: Église Saints-Joseph et Pierre
- Dongelberg: Église Saint-Laurent
- Eerken (Archennes): Église Saint-Pierre
- Eigenbrakel (Braine-l’Alleud): Église Saint-Étienne
- Eigenbrakel (Braine-l’Alleud): Église Saint-Sébastien
- Énines: Église Saint-Feuillien
- Folx-les-Caves: Église Saints-Pierre-et-Paul
- Geest-Gérompont: Église Saint-Remi
- Geldenaken (Jodoigne): Église Saint-Médard
- Genepiën (Genappe): Église Saint-Jean l’Évangéliste
- Gentinnes: Église Sainte-Gertrude
- Genval: Église Saint-Pierre de Maubroux
- Geten (Jauche): Église Saint-Martin
- Gistoux: Église Saint-Jean-Baptiste
- Glabbeek (Glabais): Église Saint-Pierre
- Glimes: Église Saint-Joseph
- Grand-Rosière: Église Notre-Dame
- Graven (Grez): Église Saint-Georges
- Groot-Adorp (Orp-le-Grand): Église Saints-Martin-et-Adèle
- Gruttekom (Gottechain): Église Saint-Remacle
- Hamme: Église Saint-Amand
- Hévillers: Église Sainte-Gertrude
- Hoog-Itter (Haut-Ittre): Église Saint-Laurent
- Huppaye: Église Saint-Jean-Baptiste
- Incourt: Église Saint-Pierre
- Itter (Ittre): Église Saint-Rémy
- Jandrain: Église Saint-Pierre
- Jandrenouille, Église Saint-Thibaut
- Kasteelbrakel (Braine-le-Château): Église Notre-Dame du Bon Conseil
- Kasteelbrakel (Braine-le-Château): Église Saint-Remy
- Kenast (Quenast): Église Saint-Martin
- Klabbeek (Clabecq): Église Protestante
- Klabbeek (Clabecq): Église Saint-Jean-Baptiste
- Klein-Adorp (Orp-le-Petit): Église Notre-Dame
- Klein-Geten (Jauchelette): Église Sainte-Gertrude
- Korbeek (Corbais): Église Saint-Pierre
- La Bruyère (Beauvechain): Église Saint-Martin
- La Maillebotte: Église Sainte-Thérèse de l’Enfant Jésus
- Lasne: Église Sainte-Gertrude
- Laatwijk (Lathuy): Église Saint-Martin
- Lillois: Église Sainte-Gertrude
- Limal: Église Saint-Martin
- Limelette: Église Saint-Géry
- Linsmeel (Linsmeau): Église Saints Pierre-et-Paul
- Longueville: Église Notre-Dame de l’Assomption
- Loupoigne: Église Saint-Jean-Baptiste
- Louvain-la-Neuve: Église Saint-François d’Assise
- Malen (Mélin): Église Notre-Dame de la Visitation
- Malèves: Église Saint-Ulric
- Maransart: Église Notre-Dame
- Marbeek (Marbais): Église Notre-Dame de Marbisoux
- Marbeek (Marbais): Église Saint-Martin
- Marilles: Église Saint-Martin
- Mellery: Église Saint-Laurent
- Molembais-Saint-Pierre: Église Saint-Pierre
- Monstreux: Église Saint-Michel
- Mont-Saint-Guibert: Église Saint-Guibert
- Mousty: Église Notre-Dame
- Neerheylissem: Église Saint-Sulpice
- Nethen: Église Saint-Jean-Baptiste
- Nil-Saint-Martin: Église-Saint-Martin
- Nil-Saint-Vincent: Église Saint-Vincent
- Nijvel (Nivelles): Église de Jésus-Christ des Saints des Derniers Jours
- Nijvel (Nivelles): Église Notre-Dame du Saint Sépulcre
- Nijvel (Nivelles): Église Saints-Nicolas et Jean l’Évangéliste
- Nijvel (Nivelles): Sint-Gertrudiskerk (Collégiale Sainte-Gertrude)
- Nodebeek (Nodebais): Église Sainte-Waudru
- Nodevoorde (Noduwez): Église Saint-Georges
- Nodrenge (Marilles): Église Saint-Lambert
- Noirmont: Église Saint-Pierre
- Offus: Église Saint-Feuillen
- Ohain: Église Saint-Étienne
- Oorbeek (Orbais): Église Saint-Lambert
- Oostkerk (Oisquercq): Église Saint-Martin
- Opgeldenaken (Jodoigne-Souveraine): Église Saint-Pierre
- Ophain: Église Sainte-Aldegonde
- Opheylissem: Église Saint-Martin
- Opperbeek (Opprebais): Église Saint-Aubain
- Ottignies: Église Saint-Rémy
- Peerot (Pécrot): Église Saint-Antoine
- Perbais (Walhain-Saint-Paul): Église Sainte-Thérèse de l’Enfant Jésus
- Perwijs (Perwez): Église Saint-Martin
- Petit-Rosière: Église Saint-Symphorien
- Petrem (Piétrain): Église Saint-Gabriel
- Plancenoit: Église Sainte-Catherine
- Ramillies: Église Saint-Hubert
- Rebecq: Église Saint-Géry
- Rixensart: Église Sainte-Croix
- Rixensart: Église Saint-Étienne
- Rixensart: Église Saint-Sixte
- Roux-Miroir, Église Saint-Martin
- Sainte-Marie: Église Notre-Dame de l’Assomption
- Sint-Maria-Geest (Sainte-Marie-Geest): Église Saint-Pierre
- Sint-Renelde (Saintes): Église Saint-Renelde
- Saint-Géry: Église Saint-Géry
- Sint-Jans-Geest (Saint-Jean-Geest): Église Saint-Georges
- Saint-Paul: Église Saint-Paul
- Sint-Remigius-Geest (Saint-Remy-Geest): Église Saint-Remi
- Sart-Dames-Avelines (Villers-la-Ville): Église Saint-Nicolas
- Sart-lez-Walhain (Walhain-Saint-Paul): Église Saint-Martin
- Sart-Messire-Guillaume (Court-Saint-Étienne): Église Saint-Antoine
- Sint-Andriesberg (Mont-Saint-André): Église Saint-André
- Sluizen (L’Écluse): Église Saint-Roch
- Tangissart (Court-Saint-Étienne): Église Notre-Dame
- Terkluizen (L’Hermitte): Église du Sacré-Coeur
- Terhulpen (La Hulpe): Église Saint-Nicolas
- Thines, Église Sainte-Marguerite
- Thorembais-les-Béguines: Église Saints-Roch-et-Martin
- Thorembais-Saint-Trond: Église Saint-Trond
- Tilly: Église Saint-Martin
- Deurne (Tourinnes-la-Grosse): Église Saint-Martin
- Tubeke (Tubize): Église du Christ Ressuscité
- Tubeke (Tubize): Église Protestante Évangélique
- Tubeke (Tubize): Église Sainte-Gertrude
- Vieusart (Chaumont-Gistoux): Église Saint-Martin
- Villeroux (Chastre-Villeroux-Blanmont): Église Saint-Jean-Baptiste
- Villers-la-Ville: Église Notre-Dame de la Visitation
- Virginal (Virginal-Samme): Église Saint-Pierre
- Walhain: Église Notre-Dame
- Wastines (Malèves-Sainte-Marie-Wastines): Église Saint-Jean-Baptiste
- Waterloo: Église Saint-Joseph
- Woutersbrakel (Wauthier-Braine): Église Saints Pierre-et-Paul
- Waver (Wavre): Karmelietenkerk
- Waver (Wavre): Basilique Notre-Dame de Basse-Wavre
- Waver (Wavre): Église Saint-Jean-Baptiste
- Ways, Église Saint-Martin
- Wisbeek (Wisbecq): Église Saint-Fiacre
- Zittert-Lummen (Zétrud-Lumay): Église Saint-Barthélemy

## West-Vlaanderen
- Aartrijke: Sint-Andreaskerk
- Adinkerke: Sint-Audomaruskerk
- Alveringem: Sint-Audomaruskerk

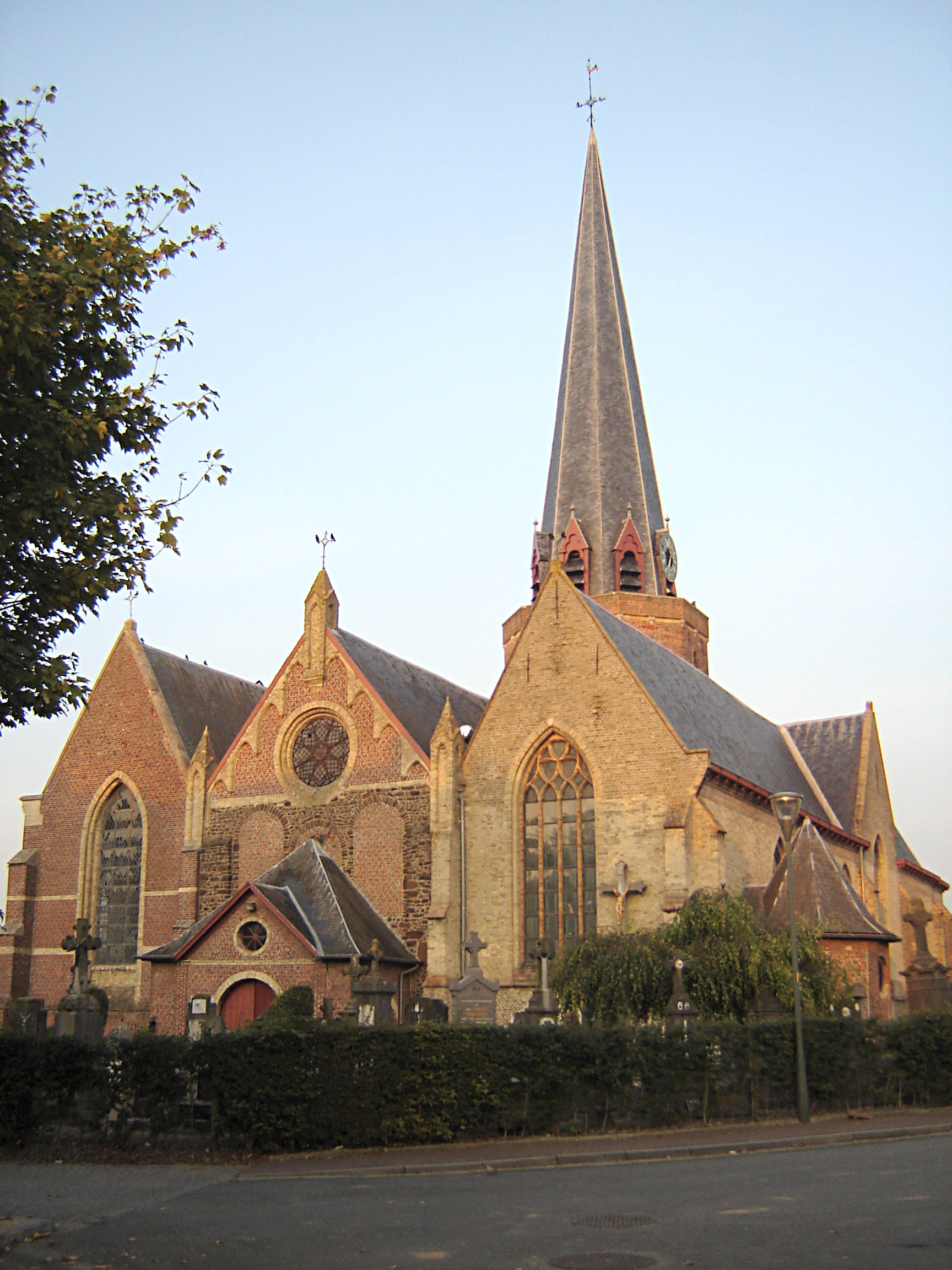
Sint-Bavokerk in Watou

- Assebroek: Onze-Lieve-Vrouw-Onbevlekt-Ontvangenkerk
- Assebroek: Onze-Lieve-Vrouw-ten-Hemel-Opgenomenkerk (Maria Assumptakerk)
- Assebroek: Sint-Jozef-en-Sint-Kristoffelkerk
- Assebroek: Sint-Katarinakerk
- Avekapelle: Sint-Michielskerk
- Avelgem: Sint-Martinuskerk
- Avelgem (Rugge): Sint-Rochuskerk
- Beernem: Sint-Amanduskerk
- Bekegem: Sint-Amanduskerk
- Bellegem: Sint-Amanduskerk
- Beveren aan de IJzer (Alveringem): Sint-Audomaruskerk (Sint-Omaarskerk)
- Blankenberge: Sint-Antonius Abtkerk
- Blankenberge: Sint-Rochuskerk
- Booitshoeke (Veurne): Sint-Audomaruskerk
- Bredene: Sint-Rikierskerk
- Bredene: Sint-Theresiakerk
- Bredene (Sas-Slijkens): Sint-Jozefskerk
- Brugge: Augustijnenklooster
- Brugge: Basiliek van het Heilig Bloed
- Brugge: Begijnhofkerk
- Brugge: Christus-Koningkerk
- Brugge: Cisterciënzerinnen (Kapel van de –)
- Brugge: Dominicanenklooster
- Brugge: Engels Klooster
- Brugge: Heilig Bloedbasiliek
- Brugge: Heilig Hartkerk
- Brugge: Heilige Familiekerk
- Brugge: Heilige Maagd Mariakerk
- Brugge: Heilige Magdalenakerk
- Brugge: Hof Bladelin (Kapel van Onze-Lieve-Vrouw-Hemelvaart)
- Brugge: Jeruzalemkerk
- Brugge: Joseph Ryelandtzaal (Theresianenkerk)
- Brugge: Karmelietenkerk
- Brugge: Kartuizerinnenkerk
- Brugge: Onze-Lieve-Vrouwekerk
- Brugge: Onze-Lieve-Vrouw ter Potterie
- Brugge: Onze-Lieve-Vrouw-van-Blindekenskapel
- Brugge: Redemptoristinnenkerk
- Brugge: Sint-Annakerk
- Brugge: Sint-Brunokapel
- Brugge: Sint-Christoffelkerk
- Brugge: Sint-Donaaskathedraal
- Brugge: Sint-Janskerk
- Brugge: Sint-Pauluskerk
- Brugge: Sint-Pieterskapel (Het Keerske)
- Brugge: Sint-Salvatorskathedraal
- Brugge: Sint-Walburgakerk
- Brugge: Speelmanskapel
- Brugge (Sint-Gillis): Sint-Gilliskerk
- Brugge (Sint-Jakobs): Sint-Jakobskerk
- Brugge (Sint-Jozef): Sint-Jozefkerk
- Brugge (Sint-Michiels): Sint-Godelievekerk
- Brugge (Sint-Michiels): Sint-Michielskerk
- Brugge (Sint-Pieters): Sint-Pieterskerk
- Bulskamp (Veurne): Sint-Bertinuskerk
- Damme (Vivenkapelle): Onze-Lieve-Vrouw-Geboorte en Sint-Philippuskerk
- Damme: Onze-Lieve-Vrouw-Hemelvaartkerk
- Deerlijk: Sint-Columbakerk
- Deerlijk (Sint-Lodewijk): Onze-Lieve-Vrouw Onbevlekt Ontvangen (Kerk van –)
- De Haan (Vosseslag): Heidekapel
- De Haan: Sint-Monicakerk
- Dentergem:
  - Onze-Lieve-Vrouw en Sint-Stefanuskerk
  - Sint-Pieter en Sint-Catharinakerk te Wakken
  - Sint-Amandus en Sint-Luciakerk te Markegem
  - Sint-Martinuskerk te Oeselgem
- De Panne: Onze-Lieve-Vrouwkerk
- De Panne: Sint-Pieterskerk
- Diksmuide: Sint-Niklaaskerk
- Diksmuide (Nieuwkapelle): Sint-Pieterskerk
- Dudzele: Sint-Pietersbandenkerk
- Eernegem: Sint-Medarduskerk
- Eggewaartskapelle: Sint-Jans Onthoofdingkerk
- Elverdinge: Sint-Petrus en Pauluskerk
- Ettelgem: Romaanse Sint-Eligiuskerk (de oude kerk)
- Ettelgem: Sint-Eligiuskerk (de nieuwe kerk)
- Geluwe: Sint-Dionysiuskerk
- Gijverinkhove: Sint-Pieterskerk
- Gistel: Onze-Lieve-Vrouw-Tenhemelopnemingskerk
- Harelbeke
  - Sint-Salvatorkerk
  - Sint-Ritakerk
  - Sint-Amanduskerk (Bavikhove)
  - Sint-Pieterskerk (Hulste)
  - Sint-Augustinuskerk (Stasegem)
- Heist: Sint-Antonius Abtkerk
- Hoeke: Sint-Jacob de Meerderekerk
- Hooglede: Sint-Amanduskerk
- Hoogstade: Sint-Lambertuskerk
- Houtave (Zuienkerke): Sint-Bavo en Sint-Machutuskerk
- Houtem: Onze-Lieve-Vrouw-Hemelvaartkerk
- Ichtegem: Sint-Michielskerk
- Ichtegem (De Engel): Engelkerk
- Ieper: Saint George's Memorial Church
- Ieper: Sint-Jacobskerk
- Ieper: Sint-Maartenskerk (zgn. Sint-Maartenskathedraal)
- Ieper: Sint-Niklaaskerk
- Ieper: Sint-Pieterskerk
- Ingelmunster: Sint-Amanduskerk
- Izenberge: Sint-Mildredakerk
- Jabbeke: Sint-Blasiuskerk
- Kaaskerke (Diksmuide): Sint-Bartholomeüskerk
- Kachtem (Izegem): Sint-Jan de Doperkerk
- Klemskerke (De Haan): Sint-Clemenskerk
- Knokke: Sint-Margarethakerk
- Knokke-Heist (Duinbergen): Christus Koningkapel
- Knokke-Heist (Duinbergen): Heilige-Familiekerk
- Knokke-Heist (Het Zoute): Dominicanenkerk (Onze-Lieve-Vrouw van de Rozenkranskerk) (zgn. Zoutekerkje)
- Knokke-Heist (Het Zoute): Saint George Anglican Church
- Koekelare: Sint-Martinuskerk
- Koekelare (De Mokker): Heilige Pastoor van Arskerk
- Koksijde (Dorp): Onze-Lieve-Vrouw-ter-Duinenkerk
- Koksijde (Dorp): Sint-Pieterskerk
- Kooigem (dorp): Sint-Laurentiuskerk
- Koolkerke: Sint-Niklaaskerk
- Kortrijk: Gravenkapel
- Kortrijk: Groeningeabdij
- Kortrijk: Onze-Lieve-Vrouwekerk
- Kortrijk: Sint-Antoniuskerk
- Kortrijk: Sint-Elisabethkerk
- Kortrijk: Sint-Elooiskerk
- Kortrijk: Sint-Janskerk
- Kortrijk: Sint-Maartenskerk
- Kortrijk: Sint-Michielskerk
- Kortrijk: Sint-Niklaaskapel
- Kortrijk: Sint-Pauluskerk
- Kortrijk: Sint-Rochuskerk
- Kortrijk (Heule): Sint-Eutropiuskerk
- Kuurne:
  - Sint-Michielskerk
  - Sint-Pieterskerk
  - Sint-Catharinakerk (Sente)
- Lampernisse: Heilige-Kruisverheffingskerk
- Lapscheure (Damme): Heilige Drievuldigheid en Heilige Christianuskerk
- Lauwe: Sint-Bavokerk
- Leffinge: Onze-Lieve-Vrouwekerk
- Leisele: Sint-Martinuskerk
- Leke: Sint-Niklaaskerk
- Lissewege: Onze-Lieve-Vrouw-Bezoekingskerk
- Lissewege (Zeebrugge): Sint-Donaaskerk
- Lissewege (Zeebrugge): Stella Mariskerk (Sterre der Zeekerk)
- Lissewege (Zwankendamme): Sint-Leo de Grotekerk
- Lo (Lo-Reninge): Sint-Pieterskerk
- Lombardsijde: Onze-Lieve-Vrouw Visitatiekerk
- Loppem: Sint-Martinuskerk
- Mannekensvere: Onze-Lieve-Vrouwekerk
- Mariakerke (Oostende): Onze-Lieve-Vrouw Koninginkerk
- Mariakerke (Oostende): Onze-Lieve-Vrouw-ter-Duinenkerk
- Mariakerke (Oostende): Sint-Franciscuskerk
- Marke (Kortrijk): Sint-Brixiuskerk
- Meetkerke: Onze-Lieve-Vrouw-Hemelvaartkerk
- Menen: Sint-Franciscuskerk
- Menen: Sint-Vedastuskerk
- Mesen: Sint-Niklaaskerk
- Meulebeke:
  - Sint-Amanduskerk
  - Onze-Lieve-Vrouw Bezoeking en Sint-Leokerk (Marialoop)
  - Onze-Lieve-Vrouw Bezoekingkapel (Marialoop)
  - Onbevlekt Hart van Mariakerk (De Paanders)
  - Sint-Antonius van Paduakerk ('t Veld)
- Middelkerke: Sint-Theresiakapel
- Middelkerke: Sint-Willibrorduskerk
- Middelkerke (Wilskerke): Sint-Guilielmuskerk
- Moere: Sint-Niklaaskerk
- Moerkerke: Sint-Dionysiuskerk
- Moerkerke (Den Hoorn) (Damme): Sint-Ritakerk
- Moorslede (Dadizele): Basiliek van Onze-Lieve-Vrouw
- Nieuwmunster (Zuienkerke): Sint-Bartholomeüskerk
- Nieuwpoort: Onze-Lieve-Vrouwekerk
- Nieuwpoort (Nieuwpoort-Bad): Sint-Bernarduskerk
- Oeren: Sint-Apolloniakerk
- Oostduinkerke: Sint-Niklaaskerk
- Oostende: Dominicanenkerk
- Oostende: Heilig Hartkerk
- Oostende: Kapucijnenkerk
- Oostende: Sint-Antonius van Paduakerk
- Oostende: Sint-Jan Baptistkerk
- Oostende: Sint-Jozefskerk
- Oostende: Sint-Petrus-en-Pauluskerk
- Oostende (Hazegras): Onze-Lieve-Vrouw-Onbevlekt-Ontvangenkerk
- Oostende (Raversijde): Sint-Rafaëlkerk
- Oostende (Westerkwartier): Sint-Godelievekerk
- Oostende (Zandvoorde): Onze-Lieve-Vrouw-Hemelvaartkerk
- Oostkerke (Damme): Sint-Quintinuskerk
- Oostkerke (Diksmuide): Sint-Veerlekerk
- Oostrozebeke
  - Sint-Amanduskerk (Oostrozebeke)
  - Sint-Jozefskerk (De Ginste)
- Oudekapelle: Sint-Jan Baptistkerk
- Oudenburg: Onze-Lieve-Vrouwekerk
- Pervijze: Sint-Niklaas- en Sint-Katharinakerk
- Pollinkhove (Lo-Reninge): Sint-Bartholomeüskerk
- Poperinge: Sint-Bertinuskerk
- Ramskapelle (Knokke-Heist): Sint-Vincentiuskerk
- Ramskapelle (Nieuwpoort): Sint-Laurentiuskerk
- Rekkem: Sint-Niklaaskerk
- Roeselare : Paterskerk
- Roeselare : Onze-Lieve-Vrouwekerk
- Roeselare: Heilig Hartkerk
- Roeselare: Sint-Amandskerk
- Roeselare: Sint-Michielskerk
- Roeselare : Sint-Godelievekerk
- Roeselare : Kerk van de Arme Klaren
- Roeselare : Augustijnenkerk
- Roeselare : Protestantse kerk
- Roeselare : Sint-Jozefskerk
- Roeselare : (Kapelhoek) : Sint-Catharinakerk
- Roeselare : Kapel Vossemolen
- Roeselare : Kerk van Sint-Idesbald
- Roeselare : Kapel De Ruiter
- Roeselare (Rumbeke): Sint Petrus en Pauluskerk
- Roeselare (Beveren) : Heilige Kruisverheffingskerk
- Roeselare (Oekene) : Sint-Martinuskerk
- Roeselare (Zilverberg) : Sint-Henricuskerk
- Roeselare (Beitem) : Sint-Godelievekerk
- Roksem (Oudenburg): Sint-Michielskerk
- Rollegem (Kortrijk): Sint-Antonius Abtkerk
- Ruiselede: Onze-Lieve-Vrouwekerk
- Ruiselede: Onze-Lieve-Vrouw-ten-Hemelopnemingskerk
- Ruiselede (Doomkerke): Sint-Caroluskerk
- Schore: Onze-Lieve-Vrouwekerk
- Sijsele: Sint-Martinuskerk
- Sint-Andries: Onze-Lieve-Vrouw van 't Boompje
- Sint-Andries: Sint-Andriesabdij
- Sint-Andries: Sint-Andries-en-Sint-Annakerk
- Sint-Andries: Sint-Hubertuskerk
- Sint-Andries: Sint-Willibrorduskerk
- Sint-Andries (Sint-Baafs): Sint-Baafskerk
- Sint-Idesbald: Baaldjes Kruis
- Sint-Idesbald: Keunekapel
- Sint-Idesbald: Sint-Idesbalduskerk
- Sint-Jacobs-Kapelle: Sint-Jacobuskerk
- Sint-Joris (Nieuwpoort): Sint-Joriskerk
- Sint-Kruis: Heilige-Kruisverheffing-en-Sint-Jozefkerk
- Sint-Kruis: Sint-Franciscus van Assisiëkerk
- Sint-Kruis (Male): Sint-Thomas van Kantelbergkerk
- Sint-Kruis (Male):Sint-Trudoabdij
- Sint-Pieters-Kapelle (Middelkerke): Sint-Pieterskerk
- Slijpe: Sint-Niklaaskerk
- Snaaskerke (Gistel): Sint-Corneliuskerk
- Snellegem: Sint-Eligiuskerk
- Staden: Sint-Jan Baptistkerk (Sint-Jan den Doper-kerk)
- Stalhille: Sint-Jan Baptistkerk
- Steenkerke (Veurne): Sint-Laurentiuskerk
- Stene: Sint-Annakerk
- Stuivekenskerke: Sint-Pieterskerk
- Tielt
  - Sint-Pieterskerk
  - Onze-Lieve-Vrouwekerk
  - Sint-Jozef Werkmankerk
  - Sint-Martinuskerk (Aarsele)
  - Sint-Bavokerk (Kanegem)
  - Onze-Lieve-Vrouw-Geboortekerk (Schuiferskapelle)
- Torhout: Sint-Pietersbandenkerk
- Torhout (Wijnendale): Sint-Jozefskerk
- Uitkerke: Sint-Amanduskerk
- Varsenare: Sint-Mauritiuskerk
- Veldegem: Onze-Lieve-Vrouwekerk
- Veurne: Onze-Lieve-Vrouw-Onbevlekt Ontvangenkapel
- Veurne: Sint-Denijskerk
- Veurne: Sint-Niklaaskerk
- Veurne: Sint-Walburgakerk
- Vichte: Oude Kerk
- Vinkem (Veurne): Sint-Audomaruskerk
- Vlamertinge: Sint-Vedastuskerk
- Vlamertinge (Brandhoek): Heilige-Familiekerk
- Waregem:
  - Sint-Amandus- en Sint-Blasiuskerk
  - Heilige Familiekerk (Gaverke)
  - Sint-Jozefkerk (Biest)
  - Sint-Margaretakerk (Nieuwenhove)
  - Sint-Eligiuskerk (Sint-Eloois-Vijve)
  - Sint-Martinuskerk (Desselgem)
  - Sint-Jan Baptistkerk (Beveren-Leie)
- Watou: Sint-Bavokerk
- Wenduine: Heilige-Kruisverheffingskerk
- Werken (Kortemark): Sint-Martinuskerk
- Wervik: Sint-Maartenskerk
- Wervik Sint-Medarduskerk
- Westende: Sint-Laurentiuskerk
- Westende: Sint-Theresiakapel
- Westkapelle: Sint-Niklaaskerk
- Westkerke (Oudenburg): Sint-Audomaruskerk
- Wevelgem: Onbevlekt Hart van Maria
- Wielsbeke
  - Sint-Laurentiuskerk
  - Sint-Bavokerk (Sint-Baafs-Vijve)
  - Sint-Brixiuskerk (Ooigem)
- Wingene: Sint-Amanduskerk
- Wingene (Wildenburg): Sint-Joriskerk
- Wingene: Sint-Jan-Baptistkerk
- Wulpen: Sint-Willibrorduskerk
- Wulveringem: Onze-Lieve-Vrouwekerk
- Zande: Sint-Andrieskerk
- Zedelgem: Sint-Laurentiuskerk
- Zedelgem (Zuidwege): Sint-Eligiuskerk
- Zerkegem: Sint-Vedastuskerk
- Zevekote (Gistel): Onze-Lieve-Vrouwekerk
- Zonnebeke: Onze-Lieve-Vrouwekerk
- Zuienkerke: Sint-Michielskerk
- Zwevegem: Sint-Amanduskerk
- Zwevegem (Zwevegem-Knokke): Sint-Maria-Bernardakerk

- Zwevegem (Heestert): Onze Lieve Vrouw Hemelvaartkerk